# Igreja Universal do Reino de Deus
A Igreja Universal do Reino de Deus (IURD), ou apenas Universal, é uma denominação cristã evangélica e neopentecostal protestante, com sede no Templo de Salomão, na cidade de São Paulo, Brasil. Fundada em 9 de julho de 1977 no Rio de Janeiro por Edir Macedo e Romildo Ribeiro Soares, tornou-se o maior e mais representativo grupo neopentecostal brasileiro. Segundo estimativas do censo de 2010 realizado pelo Instituto Brasileiro de Geografia e Estatística (IBGE), a IURD tem mais de seis mil templos, doze mil pastores e um milhão e oitocentos mil fiéis ao redor do país.
É uma das maiores organizações religiosas do Brasil e a 29ª maior igreja em números de seguidores do mundo. Em 2015, de acordo com pesquisa do Datafolha, a Universal era à época a quinta instituição de maior prestígio no Brasil, à frente do Poder Judiciário e da Presidência da República. Atualmente em crise, a Igreja Universal em 2021 teve seu controle alterado em Angola a partir de provas contundentes que apontavam crimes de lavagem de dinheiro e evasão de dívidas; entre os alvos destacam-se Honorilton Gonçalves da Costa, ex-representante máximo da Igreja Universal do Reino de Deus em Angola, enquanto no Brasil mais de 3.000 pastores abandonaram a denominação desde 2018.
A Rede Aleluia, à qual pertence a Igreja Universal, possui mais de setenta e seis emissoras de rádio AM e FM, que cobrem mais de 75% do território nacional, e mais de vinte retransmissoras da TV Universal. Em 2021, é inaugurada a TV Templo. Na internet, ela tem o portal Universal.org e na mídia impressa possui o jornal semanal Folha Universal e as revistas Plenitude e Renovação. Na área da indústria fonográfica, a Universal conta com a gravadora Line Records, especializada no gênero gospel. A Unipro é responsável pelas publicações dos livros da Universal, cujos principais autores são Edir Macedo e os bispos da própria Igreja Universal. Com dezenas de títulos publicados, destacam-se Nos Passos de Jesus e Orixás, Caboclos e Guias: Deuses ou Demônios?, com milhões de exemplares vendidos. A Record, embora não pertença diretamente à instituição Igreja Universal e sim a Edir Macedo, é controlada por bispos da Universal. Soma-se ainda o Grupo Record e as emissoras de rádio e televisão da igreja, tornando a Universal a maior controladora de concessões de televisão do Brasil, ultrapassando o Grupo Globo em número de emissoras próprias.
No entanto, a Universal é frequentemente alvo de críticas e controvérsias, principalmente em relação à cobrança do dízimo, como também por sua influência política (associada ao partido Republicanos) e por casos de intolerância contra católicos e seguidores de religiões afro-brasileiras (vide abaixo). Em 24 de maio de 1992, Edir Macedo, o líder da instituição, foi preso após um serviço realizado em um antigo templo da igreja localizado no bairro paulista de Santo Amaro, acusado de charlatanismo, estelionato e curandeirismo. Onze dias depois, Macedo foi solto. As acusações foram posteriormente arquivadas e ele inocentado por falta de provas.

## História

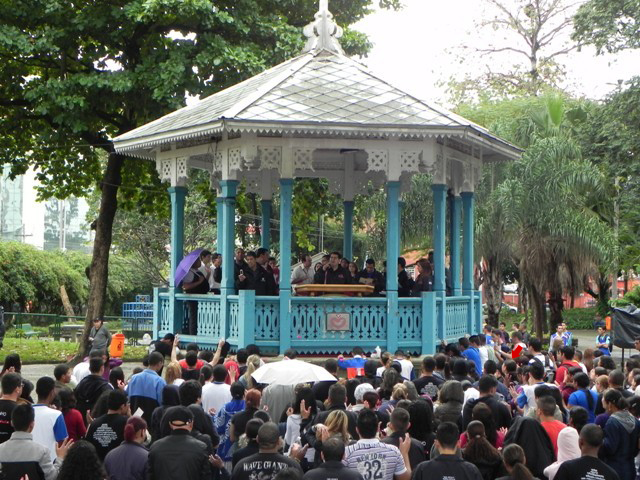
Coreto da Praça Jardim do Méier, local onde Edir Macedo começou suas pregações antes de fundar a IURD.

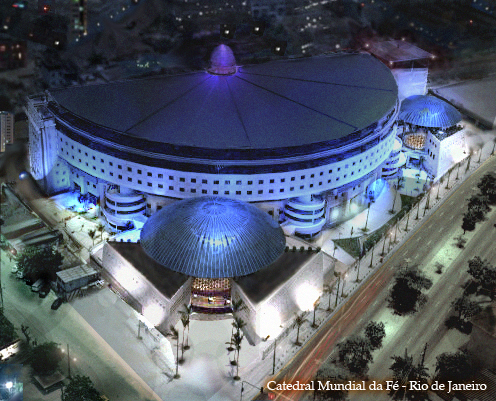
Catedral Mundial da Fé, no Rio de Janeiro, a antiga sede mundial da IURD.

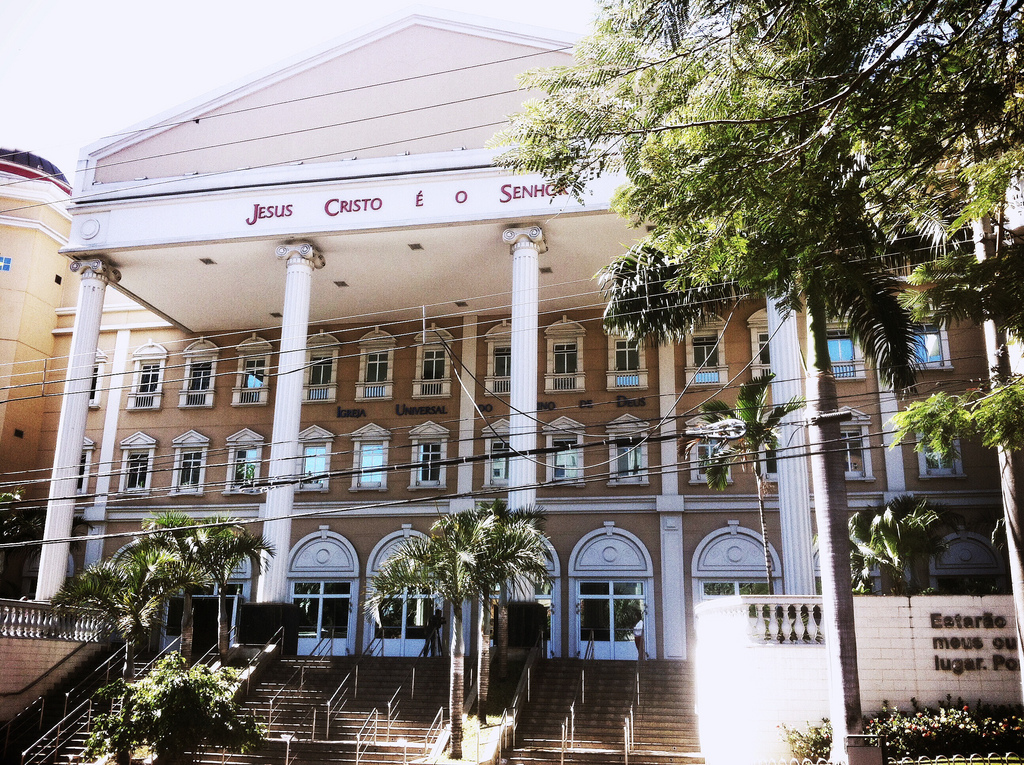
Catedral da Fé, em Belo Horizonte, Minas Gerais.

Edir Macedo era membro da Igreja Nova Vida — do missionário pentecostal canadense Robert McAlister que veio ao Brasil em 1960 — por cerca de doze anos quando, juntamente com Romildo Ribeiro Soares, Roberto Augusto Lopes, os irmãos Samuel e Fidélis Coutinho, Carlos Rodrigues e Marcelo Crivella, seu sobrinho, em 1974, iniciam o ministério Cruzada do Caminho Eterno. Antes disso, ambos Macedo e Soares não haviam exercido cargos eclesiásticos, tendo sido consagrados pastores na Casa da Bênção pelo missionário Cecílio Carvalho Fernandes. Dois anos mais tarde, por causa de desentendimentos entre os irmãos Coutinho, Macedo, Soares e Roberto Lopes deixam a Caminho Eterno e em 9 de julho de 1977 fundam a Igreja Universal do Reino de Deus em um galpão que anteriormente funcionava uma funerária na Avenida Suburbana, no número 7.702, no bairro carioca da Abolição. A mãe de Edir Macedo, Eugênia, foi a fiadora do imóvel, colocando seu apartamento — situado no Largo da Glória — como garantia.
Em 1980, Soares deixa a Universal para fundar a própria igreja, a Igreja Internacional da Graça de Deus; em 7 de junho de 1980, depois de terem reunido quinze pastores, Soares e Macedo ainda divergiam nos interesses e modo de pensar, o que os levou a seguir caminhos diferentes. Enquanto Macedo ministrava e tentava a expansão da igreja nos Estados Unidos, Soares, visando a expansão no Brasil, contratou pastores de outras denominações. Esta atitude irritou Macedo, que sempre foi contra esta integração, pois seu intuito era criar uma denominação sem se misturar com as igrejas pentecostais tradicionais. Além disto, segundo Macedo, Soares não cumpria com os compromissos financeiros da igreja no Brasil e reforçava a imagem do "Missionário R.R. Soares". Macedo e Soares decidiram realizar uma eleição com os quinze pastores presentes em uma assembleia excepcional: caso Soares ganhasse, apoiaria a obra missionária de Macedo no estado de Nova Iorque; se Macedo ganhasse, a Igreja Universal apoiaria o trabalho evangelístico de Soares. Foram doze a favor de Edir e três contra, um resultado que levou Soares a se desligar e fundar a Igreja Internacional da Graça de Deus. No acordo da separação, Soares ficou com os direitos autorais dos livros de Thomas Lee Osborn, que haviam sido adquiridos pela Igreja Universal.
Crivella expôs que ambas a Igreja da Graça e a IURD, compartilham sua origem na Igreja Pentecostal Nova Vida, porém as diferenças entre Macedo e Soares começam a partir de visões diferentes dos dois líderes: enquanto a Igreja Nova Vida de McAlister se concentrava na melhora espiritual do crente, Macedo e Soares concentravam seus trabalho em mostrar os poderes de Deus para os não-crentes; Soares enfatizava a cura divina, Macedo enfatizava a libertação do mal. Nos primeiros anos, sua distribuição geográfica concentrou-se nas regiões metropolitanas do Rio de Janeiro, São Paulo e Salvador. Mais tarde, expandiu-se para as cidades grandes e médias. Em São Paulo, a primeira IURD foi fundada em julho de 1980 na avenida Doutor Gentil de Moura. Em Salvador, na rua do Tijolo.
A IURD enviou missionários para fora do Brasil e, então, na década de 80 abriu um templo em Mount Vermont, no estado de Nova Iorque, com o nome de "Universal Church", logo se expandindo para outros bairros nova-iorquinos como Manhattan e Brooklin. Em 1989, a IURD adquire a Rede Record por 45 milhões de dólares, um conglomerado de mídia (incluindo uma grande rede nacional de televisão), com sede em São Paulo, nesse período também passa a controlar 30 estações de rádio, dois jornais e uma revista. Neste ano a igreja já contava com 571 templos. Na década de 1990, a IURD já estava presente em todos os estados do Brasil, época na qual obteve uma taxa de crescimento anual de 25,7%, saindo de 269 mil para 2,1 milhões de fiéis e espalhando-se para mais de oitenta países, tendo foco majoritário nas pessoas das camadas mais pobres e menos escolarizadas da população, mas também com certa penetração nas classes médias.

### Expansão nacional

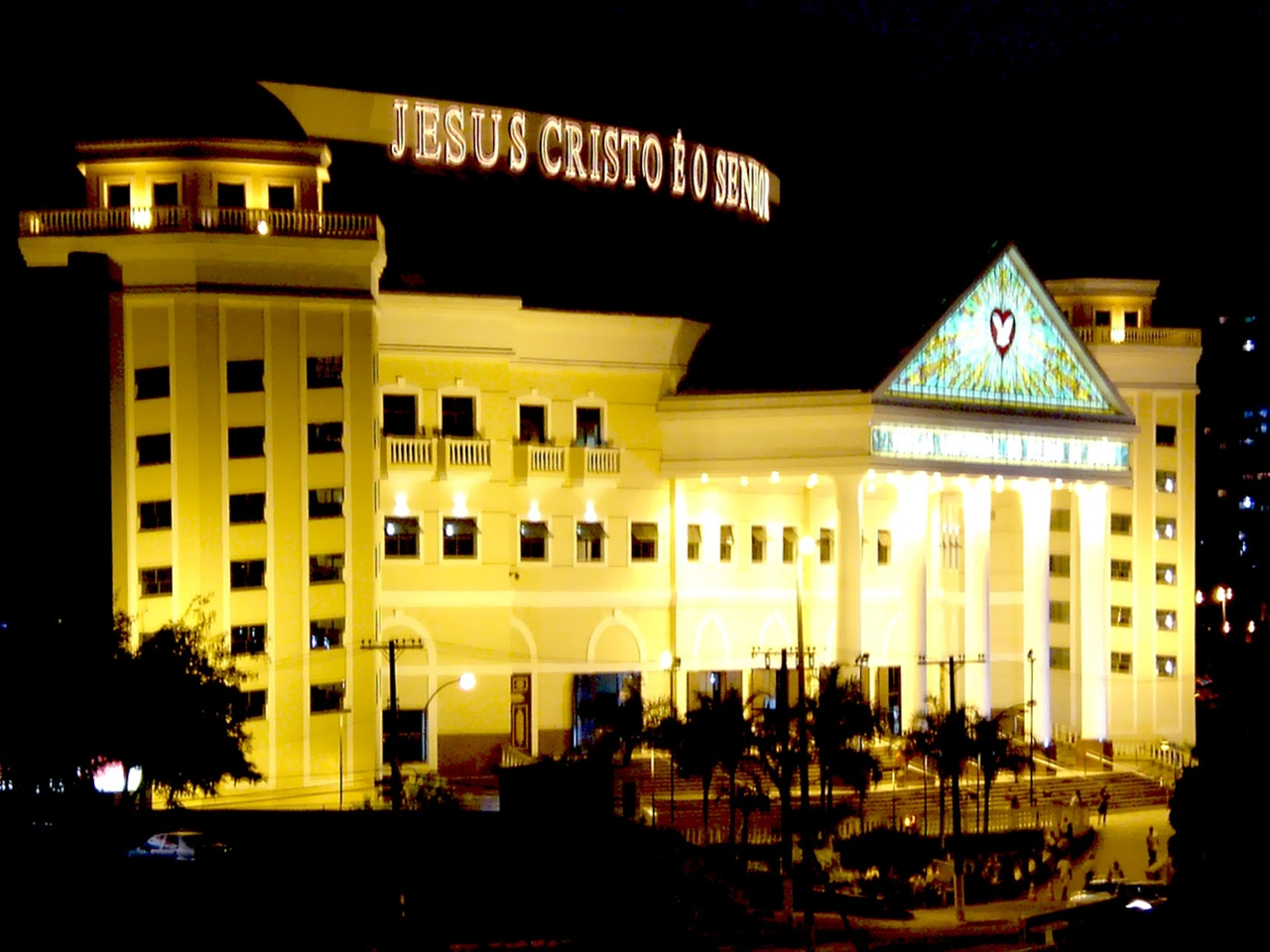
Catedral da Fé de Salvador, Bahia.

Ricardo Mariano afirma que a expansão da IURD foi rápida desde o princípio, e que nenhuma outra denominação conseguiu crescer tanto no Brasil em menos de uma década. Em 1985, então com oito anos de fundação, a Universal tinha 195 templos em quinze unidades federativas. Depois de apenas dois anos, a IURD contava com 356 templos em dezoito unidades federativas. Em 1989, ano em que Edir Macedo começou a negociar a compra da Rede Record, a igreja já tinha 571 templos, um crescimento de 2 600% na década de 80. Nos primeiros anos, sua distribuição geográfica concentrou-se nos estados do Rio de Janeiro e Minas Gerais  e nas regiões metropolitanas de São Paulo e Salvador. Mais tarde, expandiu-se para as cidades grandes e médias. Em São Paulo, a primeira IURD foi fundada em julho de 1980 na avenida Doutor Gentil de Moura. Em Salvador, na rua do Tijolo.
O principal templo da IURD no mundo é o Templo de Salomão, localizado no bairro do Brás, na cidade de São Paulo. Antes da construção do templo, a sede da Universal localizava-se na Catedral Mundial da Fé, na Zona Norte do Rio de Janeiro, que comporta doze mil pessoas.[carece de fontes?] O segundo maior templo em São Paulo fica no bairro de Santo Amaro.
A IURD está presente em todos os estados brasileiros, sediada em locais que vão desde templos próprios até galpões alugados, presídios, cidades ribeirinhas na região da floresta amazônica e até mesmo em aeroportos.

### Expansão internacional

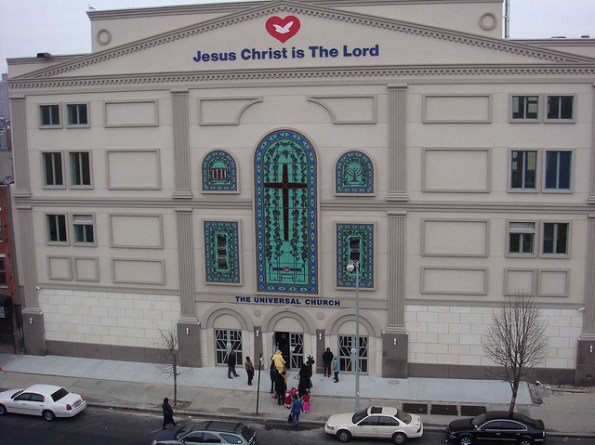
Igreja Universal em Nova Iorque, Estados Unidos.

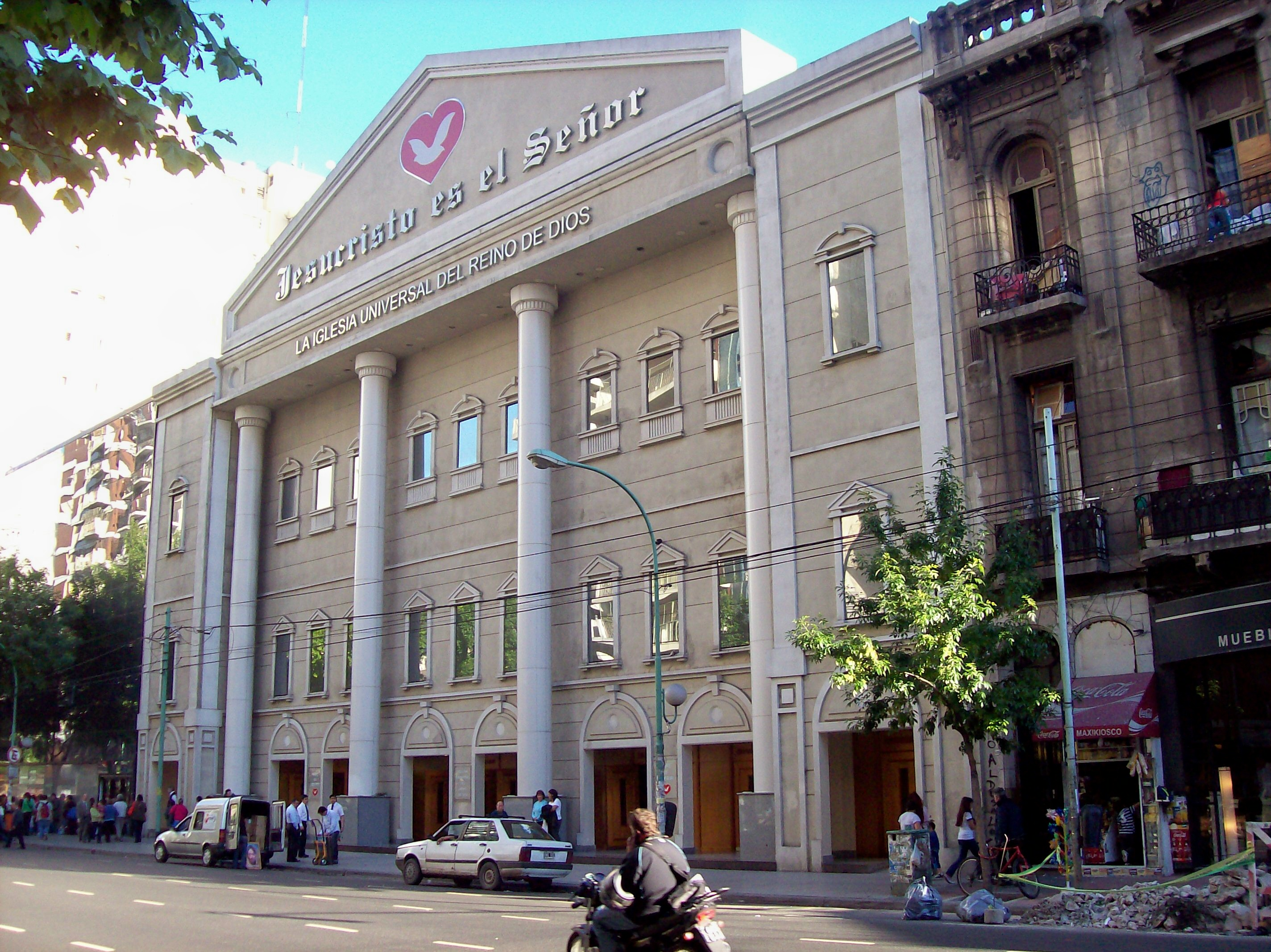
Um templo da IURD em Buenos Aires, na Argentina.

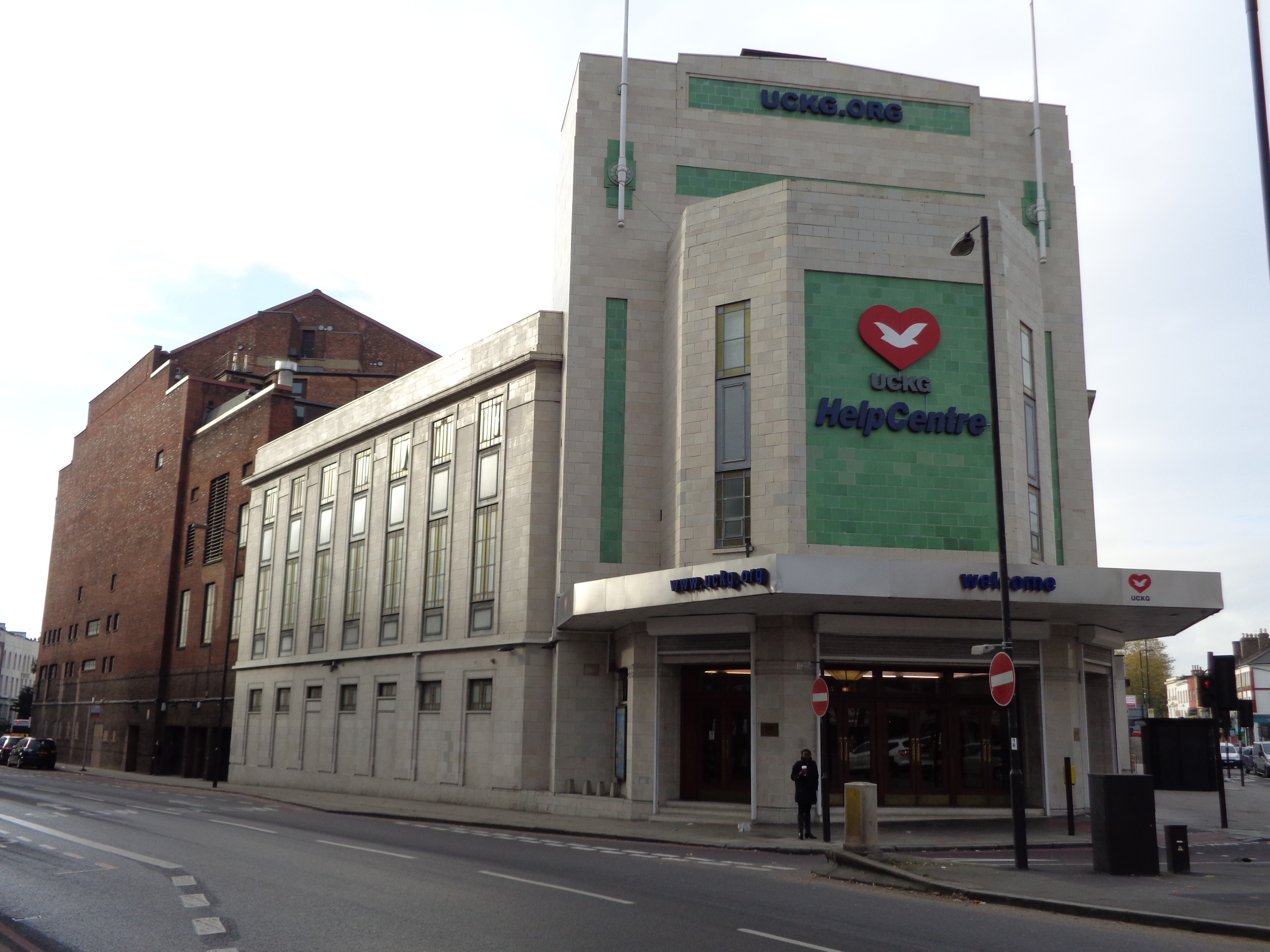
Antigo The Rainbow Theatre, atual sede da Universal em Londres, Inglaterra.

Na década de 1980, a igreja iniciou uma expansão internacional. 
O primeiro país foi os Estados Unidos, em meados de 1986, a Igreja já completava 9 anos de existência, quando Edir Macedo decidiu viajar para o país. "Sabia que ali era o centro do mundo, o caminho certo para o avanço internacional da pregação do Evangelho", diz ele. O primeiro templo aberto foi o de Mount Vermont, no estado de Nova Iorque, com o nome de "Universal Church", e que se expandiu para outros bairros nova-iorquinos como Manhattan e Brooklyn. Depois dos Estados Unidos, as nações de língua espanhola foram as primeiras que a IURD teve presença. O primeiro templo foi aberto em 1989, na cidade de Concordia, na Argentina, tempo mais tarde espalhando-se pela América Latina. Na Europa, a IURD instalou-se primeiro em Portugal, em 1989. Em 1996, abriu um templo na cidade de Hamamatsu, província de Shizuoka, no Japão, uma região na qual ainda hoje vive uma das maiores concentrações de brasileiros residentes do Japão.
Em 1998, a IURD já possuía mais de três mil templos distribuídos em mais de cinquenta países, principalmente Portugal, Moçambique, Angola, Argentina e África do Sul, países nos quais a igreja tornou-se mais popular.
Em 27 de novembro de 1992, é aberto o primeiro templo no continente africano, no Cine África, e hoje tem sua sede no bairro do Alto-Maé, na capital moçambicana Maputo.:46 A Universal moçambicana passou a oferecer programas diários de rádio e televisão através da Record Moçambique, com cobertura em todas as capitais provinciais, e também programas através das televisões STV e da Rádio Miramar FM (Record Moçambique) — filial da Rede Comunicações Miramar — com programas locais em Maputo e Beira da "Rádio 99 FM, Rádio Super FM", Rádio Terra Verde e Rádio Top FM,  IURD Moçambique (portal de internet), Folha Universal Moçambique (jornal impresso), que são distribuídos por todo o país. Em 2006, a Igreja estava presente em 115 países. 
O Japão foi o país escolhido pela IURD para iniciar suas atividades na Ásia. Em 2008, já existiam quatorze templos e milhares de membros em todo o país. Na Índia, a IURD está presente desde a segunda metade da década de noventa, com concentração na região sul do país, onde é maior a população de cristãos.
No Reino Unido a IURD possui mais de trinta templos e está sediada em Londres, num antigo teatro que foi cenário das primeiras apresentações dos Beatles. Nos países de maioria islâmica, Senegal foi o primeiro país a ter uma igreja em 1999.

## Estatísticas
Em 2000, segundo o censo brasileiro de 2000, a IURD tinha 2 101 887 membros. Em 2010, o IBGE relatou o declínio para 1 873 243 membros. Ainda assim, seria a quarta maior denominação evangélica no Brasil.
| Ano  | Membros   |
| ---- | --------- |
| 1990 | 268 956   |
| 2000 | 2 101 887 |
| 2010 | 1 873 243 |

Entretanto, a própria IURD contesta estes números e apresenta dados próprios baseados em depoimentos de pastores que, por sua vez, afirmam que a pesquisa do IBGE "é deficiente e incompleta por não realizar entrevistas em locais nos quais a Igreja Universal é mais presente, como áreas carentes e de poucos recursos econômicos, como comunidades, favelas e morros brasileiros".
Em censo próprio de 2015, a IURD diz ter 7 157 templos e catedrais no Brasil e 2 663 igrejas no exterior. A denominação conta com 112 bispos e 11 504 pastores no Brasil, além de 48 bispos e 3 953 pastores nos demais países. A própria instituição também diz que conta com 7 milhões de adeptos no Brasil e mais de 1,2 milhão no exterior, em 105 países.

## Lugares de culto
A Igreja Universal é conhecida por construir megaigrejas em todo o mundo, comumente chamados de catedrais. No Brasil, o Templo de Salomão tornou-se o maior espaço religioso do país em área construída. O Templo da Glória do Novo Israel, no Rio de Janeiro, tem capacidade para 12 mil pessoas e foi inaugurado em 1999. Em Curitiba, foi inaugurado o Templo Maior, orçado em mais de 400 milhões de reais. Outro grande templo que está sendo construído é em Brasília, seu terreno foi comprado por 90 milhões de reais e sua arquitetura será semelhante a um estádio de futebol.

### Templo de Salomão

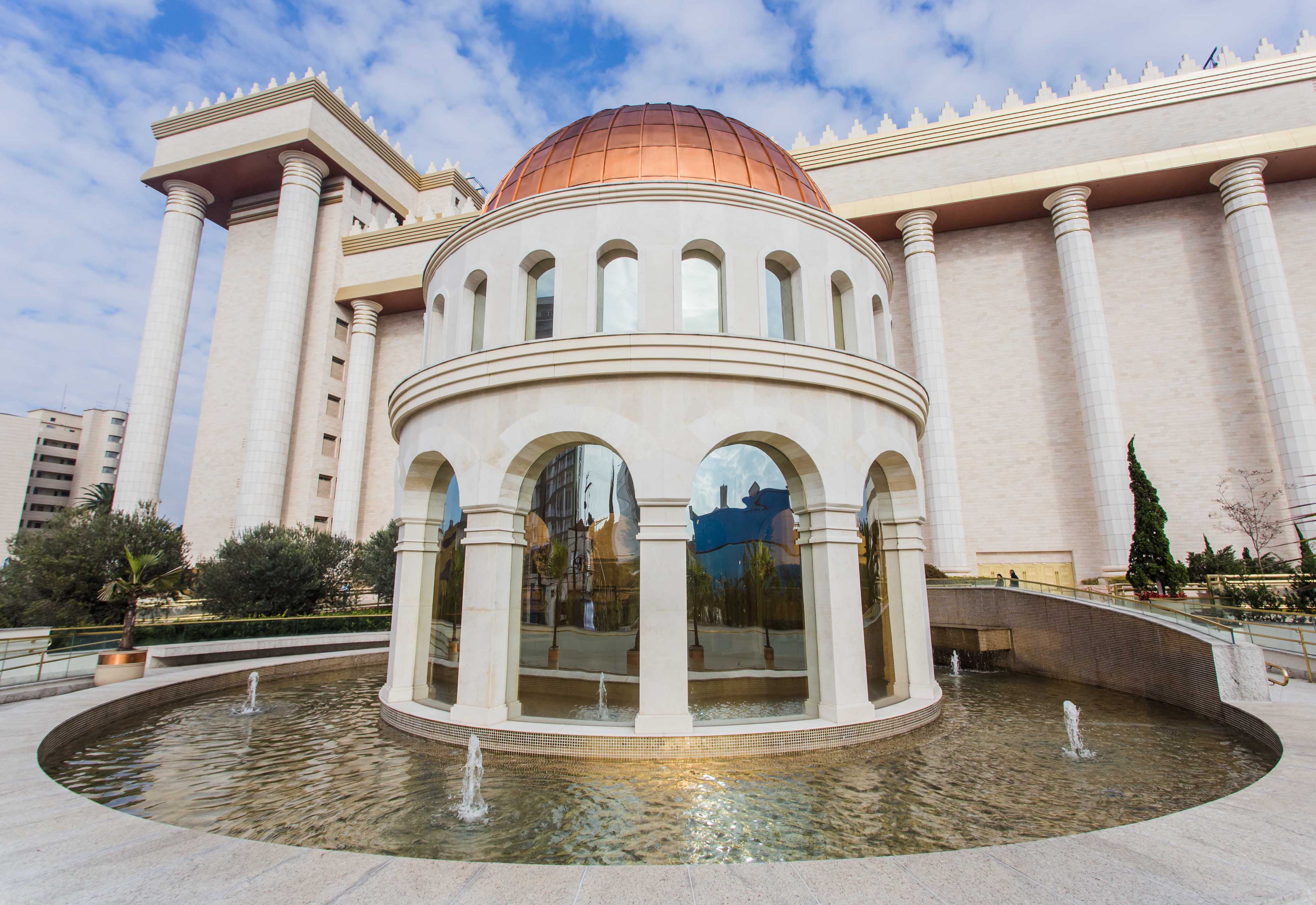
Templo de Salomão, no Brás, São Paulo.

Entre 2010 e 2014, a Universal construiu na cidade de São Paulo, no bairro do Brás, uma réplica do Templo de Salomão que atualmente é a sede mundial da instituição, sucessora do Templo da Glória do Novo Israel. Construído tomando como referência o antigo Templo de Salomão de Jerusalém, sua capacidade é de dez mil pessoas sentadas. Com uma altura equivalente à de um prédio de dezoito andares e setenta mil m2, ocupa o espaço equivalente a dezesseis campos de futebol, sem contar dois subsolos. É o maior espaço religioso do Brasil.
O custo estimado da obra foi de aproximadamente 680 milhões de reais. O altar e a fachada do templo foram feitos com pedras nativas de Israel. A construção consumiu 28 mil m³ de concreto e duas mil toneladas de aço, o bastante para construir duas vezes o Palácio do Planalto, que é a sede do gabinete presidencial brasileiro, localizado em Brasília. O templo foi construído com estratégias que visam a sustentabilidade e o respeito ao meio ambiente, dentre elas o uso racional da energia, reutilização de água e calor. É o primeiro espaço religioso do país a conquistar a certificação LEED (Leadership in Energy and Environmental Design), um reconhecimento ao empreendimento "selo verde".
A construção do templo gerou repercussão na mídia dentro e fora do Brasil, com o jornal britânico The Guardian ressaltando a grandeza da obra e a comparando-a ao Cristo Redentor, dizendo que a igreja deixará a estátua do Rio de Janeiro "na sombra". O jornal The New York Times, dos Estados Unidos, concordou com a opinião da Juventude Judaica Organizada em São Paulo, que disse que, ao promover as tradições judaicas, o projeto pode ajudar no combate ao antissemitismo. A Universal publicou uma nota contrariando uma matéria publicada pelo site "Gospel +" que afirmava que o custo do templo teria sido de aproximadamente 1 bilhão de reais. A IURD alega que os gastos com a construção seriam de 400 milhões de reais. "Onde estão tais veículos? Quais são as reportagens? Originalmente, tal valor distorcido foi difundido pelo portal UOL, que se corrigiu, assumiu o erro publicamente e declarou que publicou a informação sem confirmar, o que pode ter acarretado possíveis transtornos", diz Flávio Ricco do portal UOL.

## Organização

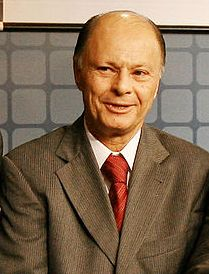
O bispo Edir Macedo é o fundador e líder espiritual da Universal no mundo.

A Igreja Universal possui uma estrutura hierárquica de cargos que pode ser comparada à estrutura da Igreja Católica.
A hierarquia da IURD é, em ordem decrescente:
- Bispo - o mais importante da estrutura, os responsáveis pelo trabalho da igreja em um determinado continente ou país. Um deles comanda todos os templos da Universal no mundo, posição atualmente ocupada pelo bispo Edir Macedo.
- Pastor - cargo que atualmente está subdividido em três categorias: o pastor regional, que administra as igrejas de uma determinada região de um Estado ou província;[80] pastor titular, responsável por ministrar os principais cultos e administrar o corpo de obreiros de uma igreja específica; e o pastor auxiliar, que presta auxílio ao pastor titular, inclusive ministrando alguns cultos em sua igreja.[81]
- Levita - Os obreiros 'específicos' que trabalham no Templo de Salomão são chamados de "levitas", uma referência aos Levitas ("descendentes de Levi"), que eram responsáveis por diversas funções no templo original.[82]
- Obreiro - é um voluntário que é selecionado por um pastor titular para realizar atividades, como, por exemplo, auxiliar o pastor ou bispo durante os cultos, dar orientações espirituais aos membros da igreja, visitar membros afastados para orar e orientar, fazer orações de libertação espiritual nos membros durante as reuniões de libertação, fazer visitas em presídios e hospitais para orar pelos presidiários e pelos enfermos, dentre outras funções. Como critérios de seleção, o candidato deve receber o batismo no Espírito Santo, tendo como prova do batismo o dom de línguas e demonstrar o fruto do Espírito Santo. Há mais de quinhentos mil obreiros somente no Brasil.[83][84]

Para ser um pastor da Igreja Universal, primeiro o candidato deve ser um obreiro e depois passar no Iburd (Instituto Bíblico Universal do Reino de Deus), tornando-se assim um pastor auxiliar.
Nenhum dos cargos é vitalício, qualquer um podendo descer, subir ou sair da hierarquia por motivos morais (como descoberta de infidelidade, roubo, mentira e outros). Os clérigos nunca se aposentam e os que ficam inválidos recebem um auxílio. Pastores só avançam na hierarquia quando têm um casamento estável.
Os pastores pregam em vários idiomas e lugares do mundo, como inglês, espanhol, francês, russo, japonês, africâner, zulu, além de outros idiomas e dialetos. Desses pastores, 99% são brasileiros.

### Eventos públicos e pontos turísticos
As primeiras concentrações no Brasil se realizaram em 1987, na Quinta da Boa Vista em São Cristóvão, Rio de Janeiro, seguidas de eventos no ginásio do Olaria em Bangu e, mais tarde,  no Maracanãzinho. Desde então ocorreram várias outras em muitas cidades do país e em outras partes do mundo. Em São Paulo, uma das maiores foi realizada no Vale do Anhangabaú, em 1995, quando foram contabilizadas mais de trezentas mil pessoas e arrecadadas setenta toneladas de alimentos, ocorreram outras no estádio do Morumbi e no Pacaembu. No Centro-Oeste, milhares de fiéis compareceram em grandes concentrações realizadas na cidade de Campo Grande, no Mato Grosso do Sul, e no ginásio Nilson Nelson em Brasília. No estádio do Maracanã, em 1999, aconteceu a maior vigília da IURD, com 250 mil participantes distribuídos pelo estádio e no Maracanãzinho, além de telões externos para os que não conseguiram entrar. Mais de um milhão de pessoas participaram de uma concentração no Aterro do Flamengo em 1994. As praias na cidade de Salvador também foram cenário para reuniões de grande porte.

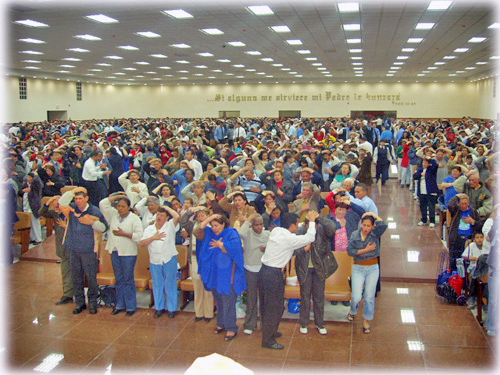
Reunião de "libertação" em um dos templos da Universal

O maior conjunto de concentrações já organizado pela Universal aconteceu quando cerca de 8 milhões de pessoas se reuniram simultaneamente em estádios, praias, ginásios e arenas de várias capitais do Brasil, no chamado "Dia D" ("Dia da Decisão"). Em São Paulo o evento foi realizado no Autódromo de Interlagos e contou com quase três milhões de pessoas. No Rio de Janeiro, mais de dois milhões de pessoas se reuniram na Enseada de Botafogo. Participaram ainda fieis de Rio Branco, Recife, Goiânia, Salvador, Macapá, Fortaleza, São Luís, entre outras, incluindo cidades em Moçambique e na Argentina. A concentração do Rio foi alvo de críticas do jornal "O Globo", que classificou o evento como um "caos universal e autorizado" por conta do congestionamento provocado. No programa "Fala que Eu Te Escuto", o bispo Clodomir Santos afirmou que o carnaval também causa transtornos no trânsito, mas que ninguém o proíbe ou critica por ser um evento promovido pela Rede Globo e mostrou ao vivo as autorizações recebidas pelo governo.[carece de fontes?] Edir Macedo, afirmou que essas grandes reuniões são algo bom, mas nunca foram de sua preferência, pois, para ele, pregar para poucas pessoas é melhor, por que elas não ficam dispersas, ao contrário do que acontece em mega concentrações.
Na época da construção da Catedral Mundial da Fé, no bairro Del Castilho, no Rio de Janeiro, o edifício foi apelidado de "Maracanã da fé", uma referência ao tamanho da construção, concluída em 1999, em relação ao famoso estádio carioca. Ela abriga o Centro Cultural Jerusalém (CCJ) e uma exposição permanente da segunda maquete de Jerusalém da época do segundo Templo construída no mundo. O CCJ foi inaugurado em maio de 2008 e, de acordo com a Lei Estadual n° 5 375 de 2009, é também um ponto turístico oficial do estado do Rio de Janeiro. O Templo de Salomão está no site oficial da prefeitura da cidade de São Paulo como um dos principais pontos turísticos da cidade.

### Empresas do grupo
De acordo com o livro "Breve História do Pentecostalismo Brasileiro" (1994), do escritor Paul Freston, "os evangélicos têm por princípio religioso a divulgação de sua fé e isto deve acontecer por quaisquer meios de comunicação", um princípio seguido pela Universal em sua relação com o setor. O ascendente "evangelismo eletrônico pentecostal" tem provocado um impacto considerável no mercado de comunicação em massa, sobretudo em função do pioneirismo empresarial nesta área por parte da Igreja Universal do Reino de Deus. A IURD conta com uma ampla rede de comunicação que inclui editoras, gravadoras, emissora de TV, rádio, jornal, site e revista.
Diversos dos membros da Universal, na maioria bispos, incluindo o próprio Edir Macedo, que em 1989 comprou a Record por quarenta e cinco milhões de dólares e quitou outros trezentos milhões de dólares de dívidas que a emissora tinha, possuem emissoras de TV e rádio, jornais (como os diários Hoje em Dia, de Belo Horizonte, e Correio do Povo, de Porto Alegre), gráficas (Ediminas e Universal), além de quatro empresas de participações (que são acionistas de outras empresas), uma agência de turismo, uma imobiliária, uma empresa de seguro de saúde. A IURD ainda possui uma empresa de táxi aéreo, a Alliance Jet, com três aviões e faturamento de quinhentos mil reais mensais. Entre as empresas de comunicação, são 23 emissoras de TV (integrantes das redes Record, Record News, a Rede Família e a TV Universal), além de 40 emissoras de rádio registradas em nome de um grupo de pastores, além de arrendar outras 36 emissoras de rádios que integram a Rede Aleluia.
Houve também integrantes da Universal que ingressaram na carreira artística, entre eles o bispo Crivella, que já lançou mais de quinze álbuns de estúdio do gênero gospel, sendo um certificado pela Associação Brasileira dos Produtores de Discos (ABPD) com disco de platina duplo pelo disco O Mensageiro da Solidariedade, lançado em 1999. Em 2018, o MEC permitiu que o PRP fundasse sua própria faculdade de ciência política em Brasília, a Faculdade Republicana Brasileira, com previsão de abertura em fevereiro de 2019.

#### Rádio e televisão

Logotipo da TV Universal.

O proselitismo no rádio e na TV é o meio mais empregado e efetivo da Universal para atrair rapidamente um grande número de indivíduos das mais diversas localidades para a igreja segundo um estudo feito por Ricardo Mariano. A Universal começou sua programação na televisão pela extinta TV Tupi (canal 6), no Rio de Janeiro, com o programa "O Despertar da fé", em 1978, que começava às 07:30 da manhã, um horário desprezado pelas outras emissoras até então. Entre os programas evangélicos da época, faziam sucesso "Vencendo a Crise", referente ao congresso empresarial, "Santo Culto em Seu Lar", "Ponto de Luz", "Fala que eu te Escuto", "Terapia do Amor", "S.O.S. Espiritual", "Jejum dos Impossíveis", "Desafio da Cruz" e "Nosso Tempo".

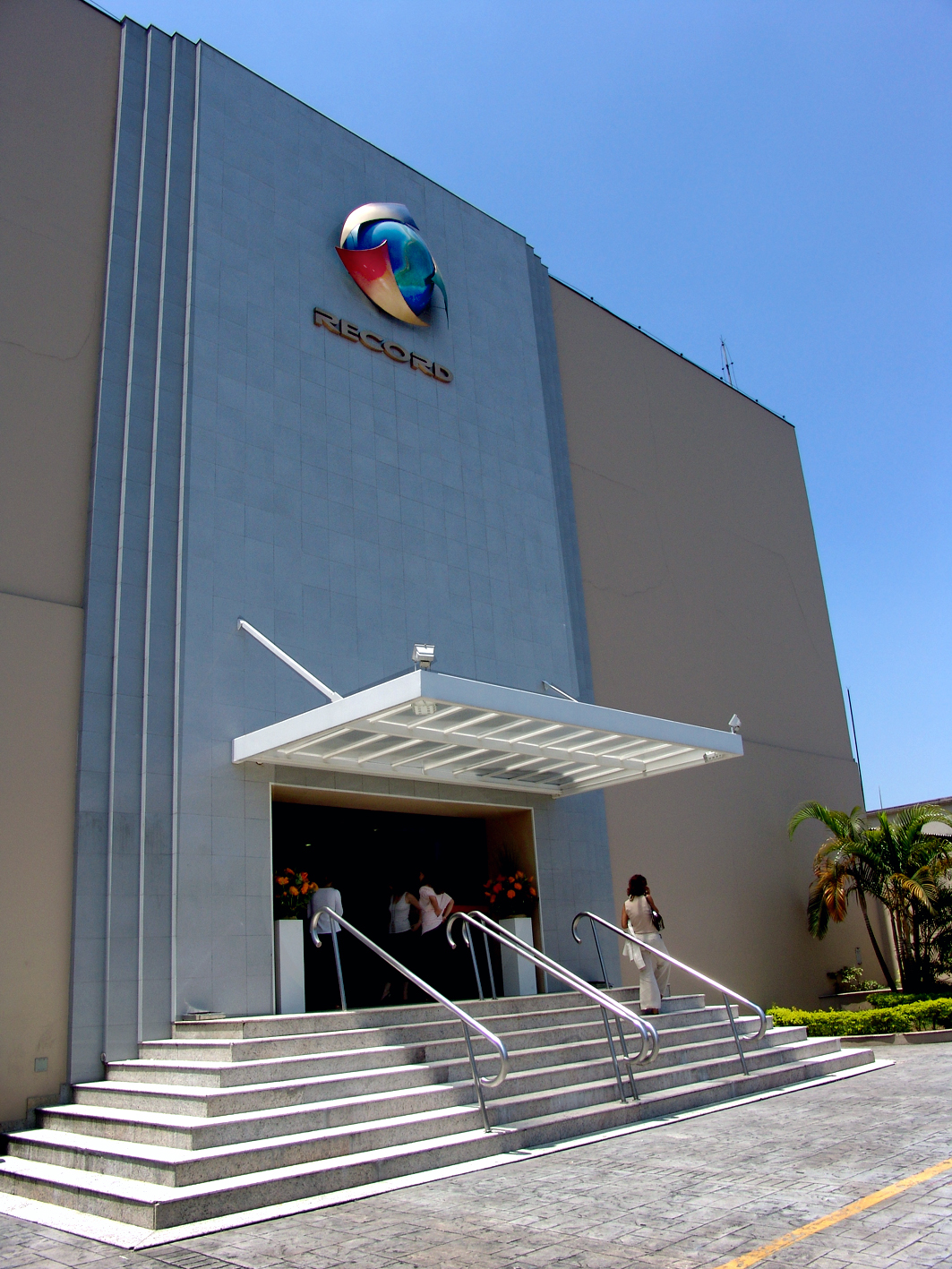
Teatro Record, parte da Record, em São Paulo.

Além das emissoras de rádio, TV e jornais do Grupo Record, que não possuem cunho exclusivamente religioso, a Universal controla também a Rede Aleluia, uma rede nacional de rádios AM e FM que cobre mais de 75% de todo o território nacional com um repertório musical gospel e programações locais. Outra emissora sob controle da IURD é a TV Universal, cujo principal programa é a "Palavra amiga do Bispo Macedo", reprisado várias vezes ao longo do dia. A Universal controla ainda outras redes de rádio e TV pelo mundo sob o guarda-chuva da Universal Produções, inclusive seis emissoras de rádio em Portugal e duas na França.
Além da TV Universal, a igreja mantém outros programas televisivos em vários outros canais pelo Brasil. Na Record, da qual é controladora, apresenta vários programas durante a programação noturna, inclusive o "Fala que Eu Te Escuto", apresentado ao vivo no início da madrugada desde a década de 90, e o programa "O Santo Culto em Seu Lar", o único que retransmitia uma reunião típica de domingo integralmente na televisão. Na TV Universal, este programa é transmitido ao vivo. Na TV Gazeta e na RedeTV! também são transmitidos programas da Universal. Em 2011 e 2012, houve tentativas de aquisição de horários e, outras redes televisivas, entre eles a Rede Bandeirantes, SBT e até na Rede Globo.
Com esta estratégia, a Igreja Universal gera mais de 240 horas diárias de televisão em todo o Brasil. Em maio de 2013, a Rede CNT rompeu o contrato que tinha com a Igreja Mundial por conta de uma dívida não paga de vinte milhões de reais e e repassou dez horas para a IURD. Em outubro de 2013, o Grupo Bandeirantes de Comunicação cancelou o contrato com a Igreja Mundial, que alugava 21 horas diárias na Rede 21 e nas madrugadas da Band, por atraso dos pagamentos e repassou este tempo para a Universal.
Finalmente, a Universal é dona da gravadora Line Records, cujo cast é majoritariamente formado por bispos e pastores da própria igreja.

#### Jornais, livros e internet
A Igreja Universal publica a Folha Universal, um jornal nacional que, segundo o próprio periódico, tem tiragem de 1,7 milhões de exemplares por semana. No exterior, controla os jornais "Tribuna Universal", em Portugal e o "Stop Suffering: A New Life Awaits You!", na África do Sul.
A Plenitude é a revista oficial do grupo, com tiragem de mais de 250 mil exemplares mensais, e divulga as atividades da IURD juntamente com assuntos variados como notícias e matérias de lazer. É distribuída para os fiéis durante as reuniões e também é utilizada na evangelização nas ruas, hospitais e presídios. Outras revistas incluem a Obreiro de Fé, com tiragem de mais de trezentos mil, e a Mão Amiga. Entre os periódicos estão o jornal Força Jovem, voltado aos jovens e adolescentes, a Folhinha Universal, para o público infantil, a revista Educador, voltado aos pedagogos que atendem crianças de até dez anos, e A Visão da Fé, direcionada aos auxiliares do bispo Macedo com informações das viagens missionárias do bispo e do crescimento da Rede Aleluia.
No site Universal.org, o antigo Arca Universal, conta com uma sala virtual de "SOS Espiritual" com pastores online. A igreja mantém ainda uma página oficial no Facebook e conta com um aplicativo na rede social através do qual os usuários podem fazer suas doações para a construção de templos, ofertas, pagamento de dízimo e outras funções relacionadas.
A Unipro, uma editora pertencente à Universal, já lançou mais de trinta livros com vendagem superior a dez milhões de exemplares, principalmente os de autoria do próprio bispo Macedo. Somente Nos Passos de Jesus já vendeu mais de três milhões de exemplares. Logo em seguida está Orixás, Caboclos e Guias: Deuses ou Demônios?, que adicionalmente é livro evangélico publicado no Brasil com a maior tiragem de lançamento, também com mais de 3 milhões de exemplares vendidos. A Unipro também já lançou vários outros livros de autores como Cristiane Cardoso e Ester Bezerra, filha e esposa do Bispo Macedo respectivamente, inclusive 55 títulos infantis. O livro Nada a Perder – Momentos de Convicção que Mudaram a Minha Vida, é uma trilogia escrita pelo bispo Edir Macedo que conta toda a trajetória da IURD e suas organizações, as rivalidades, disputas, doutrinas e ensinamentos da instituição. Nos sessenta dias seguintes ao lançamento, o livro chegou à marca de 350 mil exemplares vendidos, tornando-se o mais bem-sucedido título no ano de 2012.
Recentemente, a Universal lançou uma plataforma de vídeos cristãos chamado Univer Vídeo. Com uma conta no site, o usuário pode assistir filmes bíblicos, conteúdo gospel para crianças, palestras sobre sucesso financeiro e vida sentimental, transmissões de cultos e eventos ao vivo do Templo de Salomão, além de ouvir as músicas mais tocadas na igreja.
Desde 2013, a instituição promove uma campanha publicitária chamada "Eu Sou a Universal". Na campanha, vídeos com depoimentos e histórias de vida de membros da Universal são divulgados na Record, no site da campanha e nos canais midiáticos oficiais da igreja.

#### Outras atividades
O grupo controla ainda uma variada gama de outras empresas como a Uni Line que atua na área de processamento de dados, a Frame, uma produtora de vídeo, o Banco de Crédito Metropolitano, a Unimetro Empreendimentos, a Cremo Empreendimentos, a New Tour, uma agência de viagens, a construtora Unitec, a Uni Corretora, a Life Empresarial Saúde, a Investholding Limited e a Ediminas S/A, uma fábrica de móveis sediado em Belo Horizonte que fabrica os bancos para os templos. Na França, controla uma construtora e duas agências de viagens. A Universal tem mais de 8,8 mil imóveis alugados para os pastores e edifícios usados como templos.

### Envolvimento na política

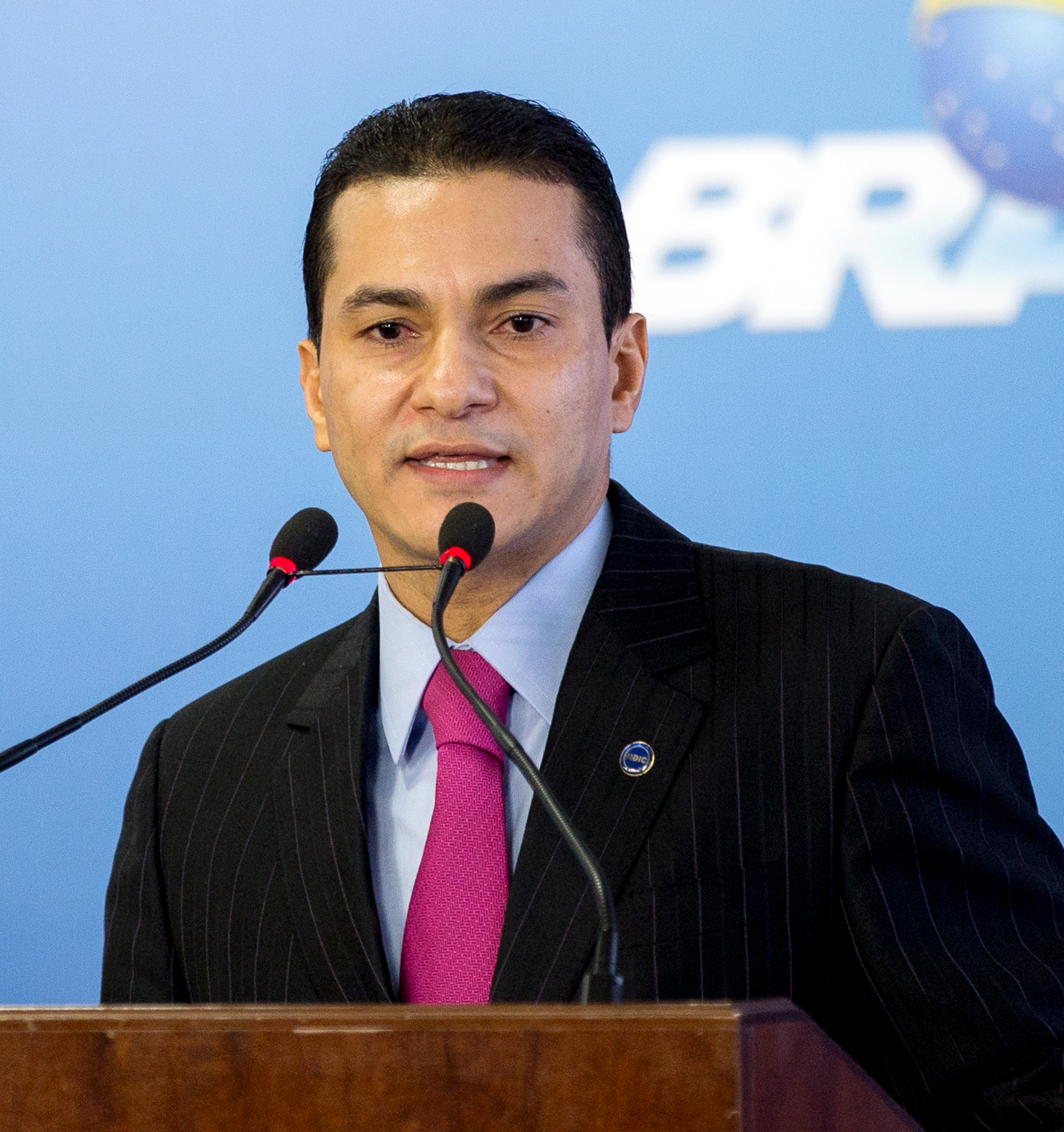
Marcos Pereira, bispo licenciado da IURD e presidente do partido Republicanos.

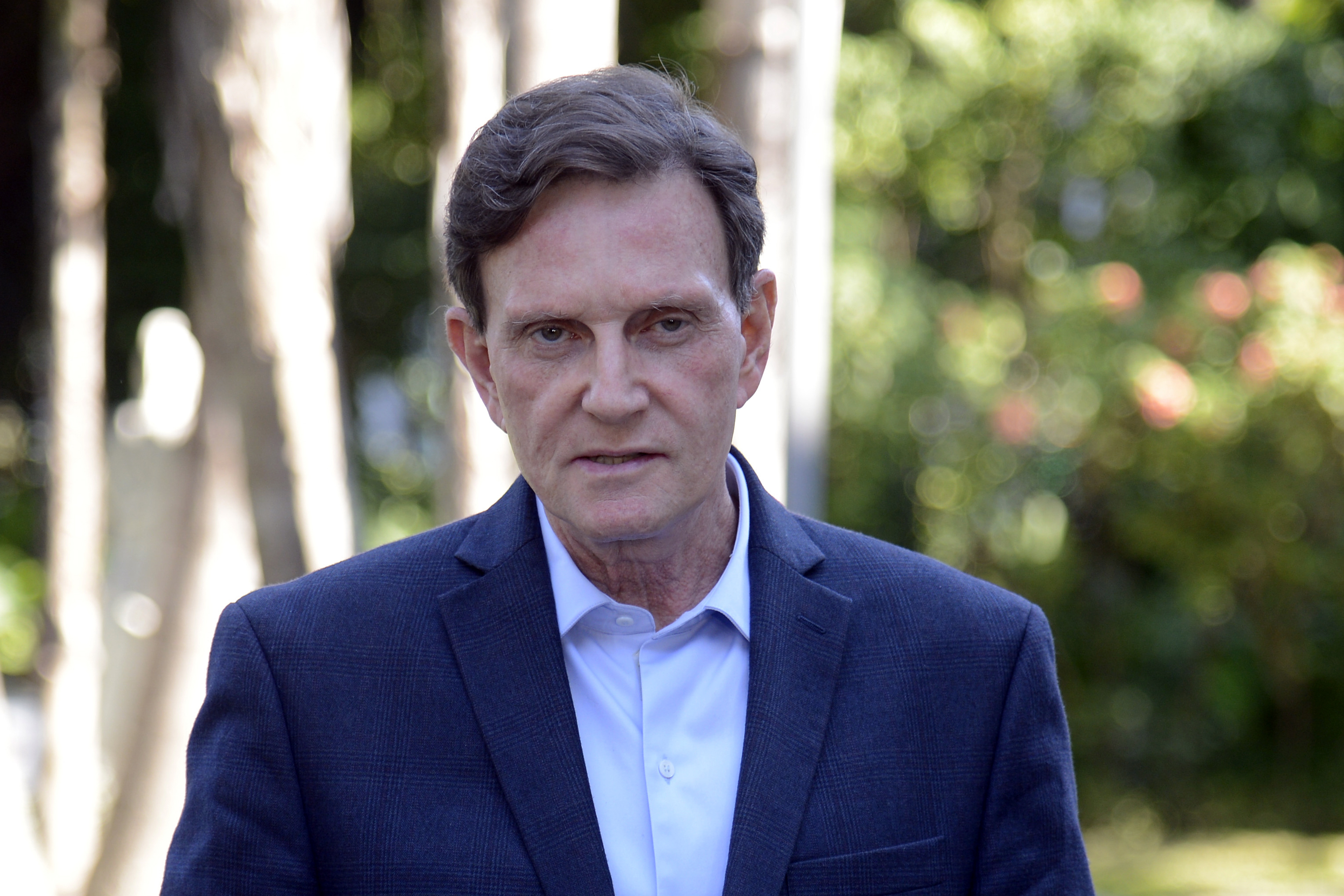
O bispo Marcelo Crivella, ex-prefeito do Rio de Janeiro, é um dos principais nomes da IURD na política brasileira.

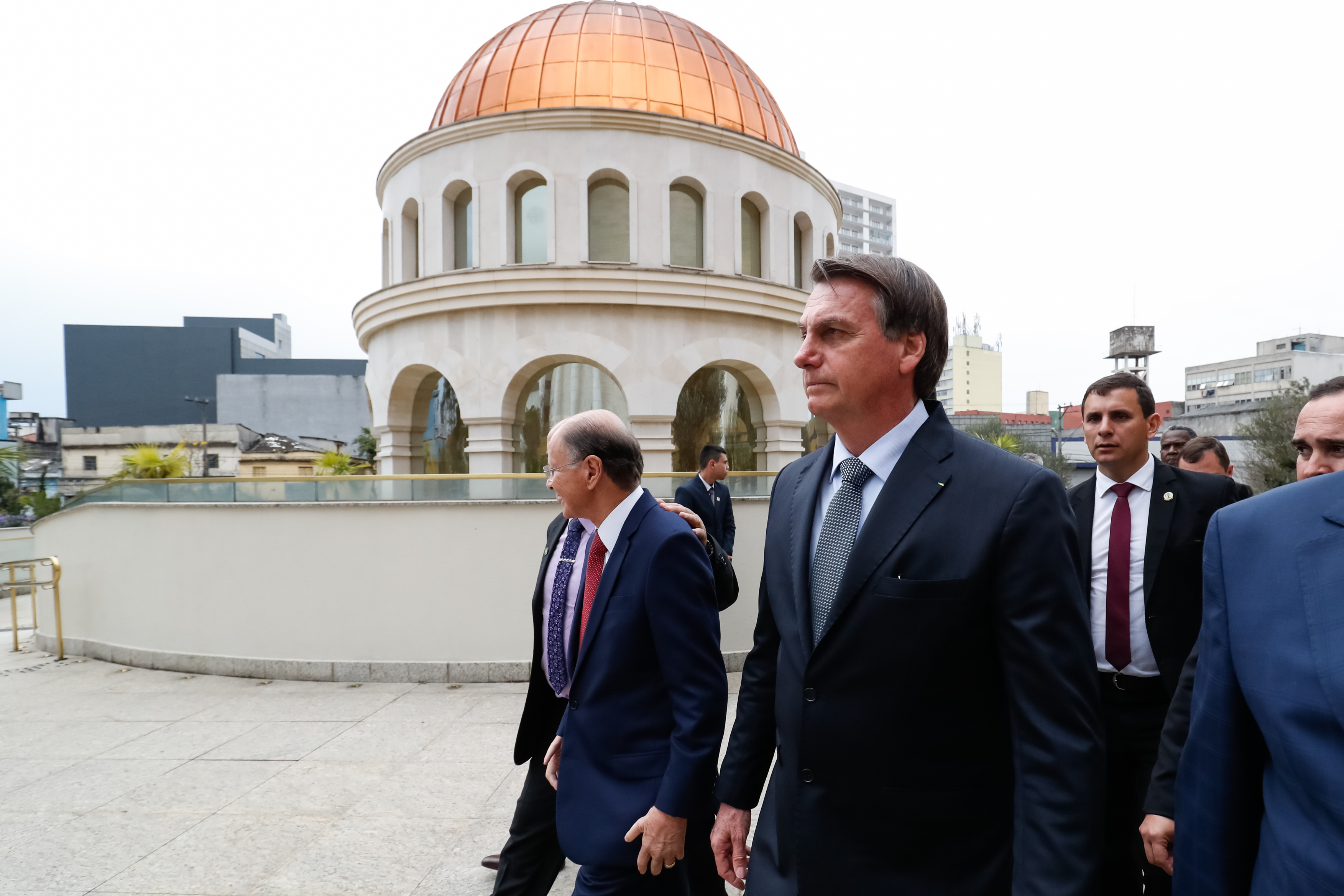
Jair Bolsonaro ao lado de Edir Macedo durante visita ao Templo de Salomão.

Em 1986, a Igreja Universal começa ingressa na política no Rio de Janeiro, com o apoio a candidatos à Assembleia legislativa e à Câmara Municipal da capital fluminense. Em 1990, foram eleitos seis deputados estaduais e três deputados federais. No ano de 1994, dobrou a quantidade de deputados para a Câmara Federal e passou para 8 deputados para as assembleias legislativas. Em 1990, a igreja elegeu seis deputados estaduais e três deputados federais. No ano de 1994, duplicou o número de deputados para a Câmara Federal e aumentou para oito o número de deputados para as assembleias legislativas.
Nesse ano, no Rio de Janeiro, também obteve a Secretaria do Trabalho e Ação Social e lançou uma candidatura para o senado alcançando meio milhão de votos. Nas eleições de 1998, a Universal elegeu 26 deputados nas assembleias legislativas de dezoito estados brasileiros e 17 deputados federais, sendo três deputados apoiados pela igreja e catorze da própria igreja de distintas unidades federativas, cuja soma chegou a marca de 1,4 milhão de votos. Nas eleições de 2000, a IURD elegeu vários vereadores em todos os estados do país. Dois anos depois, elegeu dezesseis deputados federais ligados à própria igreja, dois a mais do que na candidatura anterior, e dezenove deputados estaduais, representantes de dez estados do Brasil.
Em 2005, oriundo da ideia de se unir a grupos evangélicos e sobretudo a Igreja Universal, surgiu o Partido Municipalista Renovador, mais tarde renomeado para Partido Republicano Brasileiro e hoje apenas Republicanos  – ao qual era filiado o católico ex-vice-presidente da República do Brasil José Alencar. O Republicanos, quando fundado, afirmou ser um partido laico. Vários bispos e pastores da Universal têm se candidatado a cargos políticos pelo Republicanos. Entre eles, o bispo Marcelo Crivella, ex-Ministro da Pesca e hoje prefeito do Rio de Janeiro, e o bispo Antônio Bulhões. Em 2012, Celso Russomano tornou-se candidato a prefeito de São Paulo pelo Partido, mas não pela igreja; no entanto foi apoiado pela IURD e por outras denominações evangélicas, como a Assembleia de Deus e a Igreja Renascer em Cristo.
O bispo Marcelo Crivella também foi candidato na eleição municipal do Rio de Janeiro em 2008, mas foi apenas o terceiro colocado no primeiro turno, atrás de Eduardo Paes e Fernando Gabeira. Edir Macedo atribui a derrota à falta de recursos financeiros à sua candidatura e às denúncias de Carlos Rodrigues, ex-dirigente da IURD, com o Escândalo do Mensalão. Crivella foi posteriormente eleito senador do Estado do Rio de Janeiro pelas eleições de 2010, deixando o Senado após ser eleito em 2016 a prefeito do Rio de Janeiro com 59,36% dos votos válidos, ocasião na qual disse ter vencido "uma enorme onda de preconceito" levantada em sua campanha eleitoral.
Em 1995, em Portugal, a então recente e crescente IURD portuguesa criou o Partido da Gente. Apesar da Constituição da República Portuguesa proibir partidos religiosos, o Tribunal Constitucional português não o proibiu.
O bispo Macedo apoiou a candidatura do ex-presidente do Brasil Fernando Collor de Mello. Além de ser o primeiro chefe de estado que teve um relacionamento direto. Edir começou a fazer pessoalmente propaganda eleitoral de Collor, chegando a ser fotografado junto com ele. Antes da eleição, Macedo pediu para Fernando, se eleito, fazer uma oração no dia da posse. Após a sua posse, Mello ignorou o pedido do bispo.
A relação com o até então presidente Fernando Henrique Cardoso foi mais distante: o encontro mais próximo de Edir com integrantes do PSDB foi em um escritório da IURD em Brasília com o ex-deputado federal José Roberto Arruda; nessa reunião esteve presente o ex-deputado federal e ex-bispo da igreja Carlos Rodrigues. O bispo Macedo não aprovava a administração de Fernando Henrique. Macedo não gostou da falta de diálogo do ex-presidente com a Igreja Universal. A IURD apoiou a primeira candidatura de Fernando em 1994.
Carlos Rodrigues iniciou, junto com Edir, o trabalho da igreja quando ainda situava-se em um coreto no bairro do Méier no Rio de Janeiro em 1977. Foi expulso da IURD em 2004 e renunciou ao cargo em 2005. Além de Carlos, outros 10 deputados federais ligados à igreja e denunciados no envolvimento com o Mensalão também foram expulsos da Universal. Edir afirmou que as regras de disciplina e moralidade valem para todos da Universal, sem exceção. Mas Macedo também confessou que sua saída na época foi uma grande perda e de momentos difíceis para ele. Em 2009, Rodrigues voltou à instituição, mas sem o cargo de bispo, e no comando de locutor da rádio Nova AM. Em 2012, ele foi condenado pelo Supremo Tribunal Federal por seis anos e três meses de prisão e mais de 290 dias-multa no valor de 10 salários mínimos pelos crimes de corrupção passiva e lavagem de dinheiro no caso do Mensalão.
Com Luiz Inácio Lula da Silva a relação foi mais estreita com Edir Macedo, com vários encontros ocorridos antes e durante a posse do ex-presidente. Lula se apresentou contrário à prisão de Macedo em 1992, além de ter defendido o seu ministério. "Acho um absurdo a prisão sob o argumento de que o bispo está enganando as pessoas com sua religião. As pessoas têm fé naquilo que querem ter fé", disse Luiz. Durante a posse de Dilma Rousseff, representantes da Rede Record, incluindo Edir Macedo, foram convidados durante a cerimônia da presidenta. Quando Dilma iria cumprimentar a cúpula da emissora, entre eles o Bispo Macedo, a rede Globo cortou o sinal momentos antes e, no horário, preferiu colocar imagens de arquivos do Caldeirão do Huck. Já a Globo News, que também faz parte das Organizações Globo, mostrou o começo da chegada de Edir e de Alexandre Raposo, presidente da Record, que foi nomeado como "agente do cerimonial", mas momentos depois a emissora de notícias cortou o link ao vivo quando o Bispo estava apertando a mão de Dilma para no lugar mostrar o avião que o até então presidente Lula iria usar para voltar para São Paulo. Segundo a direção da Globo, não foi a intenção de cortar de propósito a hora dos líderes da Record na posse da presidente e que o horário já estava previsto, bem como feito em 2002, de interromper as transmissões logo após o discurso no planalto.
Durante o governo interino do presidente Michel Temer, o bispo da IURD e presidente nacional do Republicanos Marcos Pereira foi nomeado em 2016 Ministro da Indústria e Comércio, mas pediu demissão em janeiro de 2018 após citação na Operação Lava Jato. Embora tenha anunciado apoio ao candidato Geraldo Alckmin no primeiro turno da eleição presidencial no Brasil em 2018 desde sua pré-candidatura, o Republicanos apoiou o candidato vencedor Jair Bolsonaro no segundo turno, com Marcos Pereira anunciando que "no mínimo 80% da [...] pauta [do partido] converge com a pauta do governo", e que colaborariam com tudo que fosse possível. Após os resultados da eleição, a Folha de S.Paulo acusou a IURD de usar sua máquina midiática para apoiar o candidato Jair Bolsonaro e atacar Fernando Haddad, com Edir Macedo declarando voto no candidato eleito e seu genro, o bispo Renato Cardoso, dizendo na Rede Aleluia que "certo candidato deve estar amargamente arrependido agora de ter ofendido milhões de evangélicos".
Em 2019, a igreja criou o "Grupo Arimateia"; baseado em José de Arimateia (político judeu dos tempos bíblicos, também conhecido por deter poderes sobre o corpo de Jesus Cristo após a crucificação), é um grupo que promove ações sociais e de cidadania e inclusão, além de conscientização política com respeito a direitos e deveres com os membros da igreja.

## Doutrinas e símbolos
De acordo com a instituição, as doutrinas da Igreja Universal do Reino de Deus derivam dos ensinamentos bíblicos interpretados de maneira semelhante à de outras denominações protestantes neopentecostais. Entretanto, existem particularidades importantes, como os sacrifícios espirituais e materiais, o caráter sobrenatural atribuído às celebrações do batismo por imersão, do batismo com o Espírito Santo e à Santa Ceia do Senhor. A igreja prega a "teologia da prosperidade", destacando em seus programas de televisão testemunhos de sucesso financeiro de seus fiéis.

### Doutrinas e teologia
A igreja manteve por alguns anos a "Faculdade Teológica Universal do Reino de Deus" (Faturd), na cidade do Rio de Janeiro, que fornecia cursos básicos de teologia em três anos e o bacharelado em quatro. A iniciativa acabou quando o bispo Edir entendeu que, para alcançar seus objetivos expansionistas, a formação teológica, além de inútil, desapareceria com o tempo, pois reduzia o fervor dos estudantes e os mantinha distante de seus interesses reais e das necessidades imediatas das pessoas que frequentavam a IURD. Ele não apenas extinguiu essa faculdade teológica como também, iniciando uma controvérsia com a erudição teológica, publicou o livro A Libertação da Teologia, título no qual critica o que ele chamou de "cristianismo de muita teoria e pouca prática; muita teologia, pouco poder; muitos argumentos, pouca manifestação; muitas palavras, pouca fé".
Outras doutrinas ensinadas pela Universal são a existência de um só Deus, formado pela Trindade Pai, Filho e Espírito Santo, a volta de Jesus Cristo pelo arrebatamento, a salvação da alma pela fé em Cristo ("sola fide"), a vida eterna após a morte, a infalibilidade da Bíblia, escrita por homens divinamente inspirados por Deus, a existência do céu, do inferno e o Juízo Final, o batismo na águas por imersão, a cura divina, o batismo pelo Espírito Santo, os Dons do Espírito Santo, a Ceia do Senhor, o dízimo, as ofertas voluntárias e a prosperidade. Finalmente, para a IURD, a "Igreja" é a união universal de todos os cristãos fiéis. A igreja também utiliza a imposição de mãos no rito de libertação e é contra a veneração de imagens.
Estas doutrinas são semelhantes às de muitas outras instituições pentecostais, exceto pela ênfase dada à teologia da prosperidade. Esta teologia afirma que a bênção é alcançada não apenas com a fé, mas também é preciso fazer os sacrifícios, que são os dízimos e as ofertas. Um dos pontos mais enfatizados pela igreja é também o chamado nascer de novo. A doutrina da IURD ensina que, quando uma pessoa nasce novamente em Cristo, torna-se uma nova criatura, que "tudo se faz novo". Estudos apontam que a IURD foi a maior representante dessa teologia no século XX no Brasil.
Os testemunhos também fazem parte da doutrina da IURD e são usados principalmente para fins de divulgações nos veículos de mídia da instituição. O público alvo são pessoas que estão sendo atormentadas por algum tipo de problema, de preferência aquelas das classes média e baixa, e que buscam de alguma forma de tornar a vida mais tranquila. Os casos são relatados pelos próprios membros que frequentam os templos. Os problemas que eles relatam sofrerem antes de frequentarem a IURD são de vários tipos, como o fim de alucinações e  delírios, o vício em diversos tipos de drogas, a restauração de laços familiares, relatos sentimentais e, principalmente, de um reencontro de um "sentido da vida". O pastor em seguida convida pessoas que passam por estes tipos de experiência a comparecer a algum templo da IURD para começar sua caminhada de libertação espiritual. A igreja se autodenomina como "Centro de Ajuda Espiritual", onde seu objetivo é buscar pessoas insatisfeitas e tentar atraí-las com suas doutrinas e ensinamentos espirituais.

### Ministros e a Bíblia
Com os pastores e bispos, a IURD mantém uma rígida organização e conduta, que segundo palavras de Edir Macedo "é parecido com um regime militar", e segundo ela, não podem pecar, ter um carro, dinheiro, descanso, moradia própria, lazer, acumular bens, com exceção de suas roupas e seu cônjuge. Há também um rodízio de transferências dos pastores e bispos nas igrejas. "Eles vão só com a esposa numa mão e a mala na outra", diz Edir no livro Nada a Perder 3.
No Brasil, a IURD usa a Bíblia traduzida por João Ferreira de Almeida, na versão revista e atualizada pela Sociedade Bíblica do Brasil, ou sua tradução própria, de 2009, coordenada pela Unipro a partir da Reina-Valera (1997), da Sociedad Bíblica Intercontinental.
Em 2017, a Universal adotou a versão Almeida Corrigida Fiel para ser utilizada. Os textos são próximos dos  manuscritos originais. Por isto, elas não contêm os sete livros deuterocanônicos, considerados apócrifos pelos protestantes, e que estão presentes na versão da Bíblia católica: Tobias, Judite, I Macabeus, II Macabeus, Baruque, Sabedoria e Eclesiástico.

### Ritos, propósitos e festivais
O logotipo da igreja — uma pomba branca dentro de um coração vermelho — significa a presença do Espírito Santo no coração das pessoas. A IURD apresenta seus símbolos nas fachadas e nos interiores dos templos. Antigamente era mais comum a imagem de duas mãos juntas em oração e, hoje em dia, há outras imagens, inclusive o logotipo, um candelabro judaico (menorá) ou ainda uma cruz.

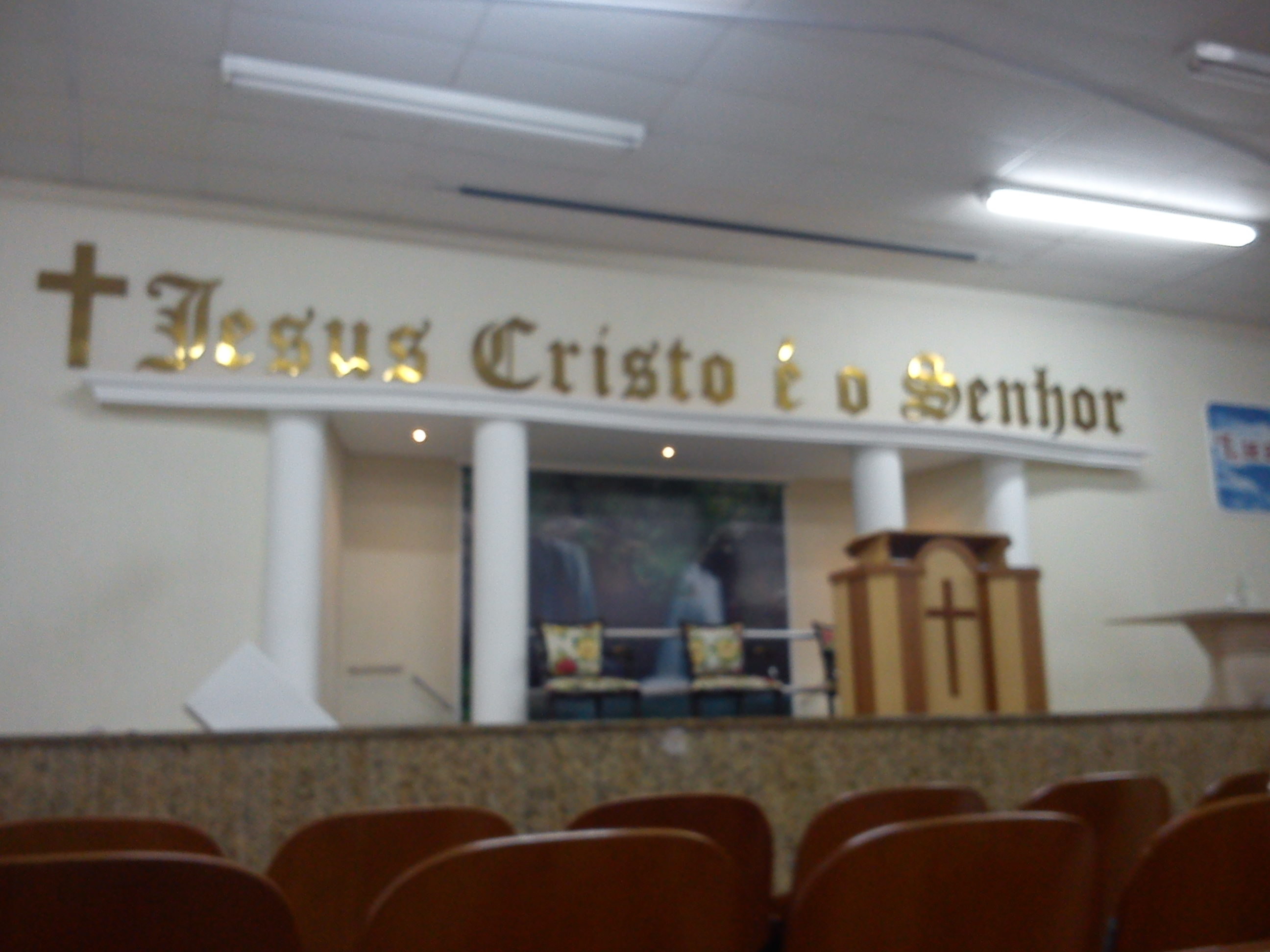
Fachada do altar com a escritura "Jesus Cristo é o Senhor" na unidade de Balneário Camboriú, Santa Catarina, uma frase que se encontra em todas as IURD do mundo.

Dois slogans são predominantes nas mensagens da Universal, "Jesus Cristo é o Senhor" e "Pare de Sofrer". O primeiro foi uma escolha do bispo Macedo por ser diferente dos slogans utilizados por outras denominações evangélicas da época, como a Nova Vida e a Cruzada do Caminho Eterno, que traziam na fachada de seus templos o nome de Deus e ao lado do nome do fundador. Segundo Edir, esta glória dupla, uma para Deus e outra para o homem, lhe provocava náuseas e, por isso, o slogan de sua igreja tinha que ser algo que representasse o movimento de fé em uma simples frase em que todos acreditassem.
Aos domingos e quartas-feiras ocorrem as reuniões principais entre os fiéis, voltadas à salvação da alma e à busca do Espírito Santo. A sessão da segunda-feira é chamada de "congresso para o sucesso" e dedicada à prosperidade financeira; a de quinta-feira a "terapia do amor", com orientações sobre vida sentimental; finalmente, às sextas e terças-feiras ocorrem os "cultos da libertação" — mais conhecidos como "sessões do descarrego" — cujo objetivo é libertar as pessoas dos demônios, entre eles outros demônios que, segundo os pastores da IURD, são oriundos de religiões de origem afro-brasileiras. O sábado é reservado ao "jejum coletivo", destinado àqueles que são confrontados com problemas impossíveis de resolver ou conquistar.
A IURD também realiza ocasionalmente o chamado "Jejum de Daniel", que é a abstenção de toda informação que não seja de proveniência bíblica e da instituição por 21 dias, com o objetivo de realizar uma "faxina espiritual" e "fortalecer o espírito". "Durante o jejum, o Espírito do Senhor descerá sobre todos os participantes sinceros", escreveu o bispo Macedo em seu blog oficial. As pessoas são convocadas a assistir à TV Universal e a acessarem os blogs da organização.

#### Santa Ceia do Senhor

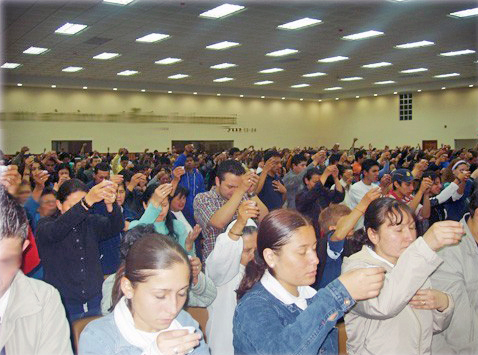
Imagem durante a Santa Ceia, uma prática comum na Igreja Universal.

A Santa Ceia é uma celebração realizada em memória do sacrifício realizado por Jesus para estabelecer uma nova aliança entre o homem e Deus através de seu sangue derramado no Calvário para a remissão dos pecados de seus escolhidos.
Na IURD, este rito é realizado com o pão e suco de uva representando o corpo e o sangue de Jesus. No cristianismo, os filhos de Israel selaram sua aliança com Deus através do sangue dos novilhos sacrificados, que foi aspergido sobre o povo por Moisés, então, Jesus propôs na Última Ceia uma nova aliança através de seu sangue representado pelo cálice com o fruto da videira.
Segundo a Universal, com base no capítulo 11 da primeira epístola de Paulo aos Coríntios, quem decide se está apto ou não para participar da Santa Ceia é a própria pessoa, mas também que a abstenção representa a rejeição da comunhão com o Espírito Santo. Ao participar, o fiel deverá abandonar seus pecados e seguir os mandamentos para não quebrar o pacto com Deus e não atrair maldição sobre si.
Todo Ano Novo, a IURD realiza uma reunião em que as pessoas participam da Santa Ceia. Segundo Edir Macedo, "é uma oportunidade para os escravos do pecado se libertarem e começarem uma nova vida".

#### Fogueira Santa de Israel

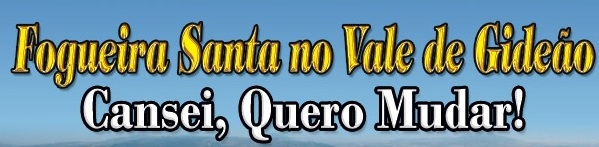
Slogan da "Fogueira Santa de Israel" em dezembro de 2012

A IURD realiza semestralmente uma campanha em todos os seus templos denominada "Fogueira Santa de Israel", com o objetivo de relembrar seus membros da importância do sacrifício. Baseada nos sacrifícios judaicos ("korban"), a Universal interpreta que as ofertas — com exceção da oferta pela expiação de pecados, já oferecida por Jesus — aproximam o homem de Deus. Porém, os sacrifícios na Igreja Universal não são animais e sim a oferta do valor monetário equivalente. Segundo a interpretação da IURD da teologia da prosperidade, a Fogueira Santa de Israel é a maior oportunidade concedida aos seus adeptos de conquistarem bênçãos materiais e espirituais. Durante as reuniões, prega-se que a realização de sacrifícios considerados reais e verdadeiros, diferentes, portanto, das ofertas, pode resultar na realização de sonhos antes impossíveis. Estes sacrifícios são considerados atos de renúncia voluntária em troca de algo de maior valor. Durante o evento, além da renúncia monetária, ocorre também a orientação espiritual aos fieis, com os jejuns e orações durante as madrugadas. Em sua doutrina, a IURD utiliza exemplos de pessoas que se sacrificaram a Deus e obtiveram resultados segundo a Bíblia, como Moisés, Gideão, Abraão, Elias e Jesus.
Os sacrifícios são oferecidos em dinheiro e entregues diretamente no altar da igreja. Durante a Fogueira Santa, são reproduzidos vários testemunhos de fiéis que obtiveram bênçãos depois de realizar sacrifícios em eventos anteriores. Os pedidos, segundo a Universal, são queimados e enviados a Israel por bispos e pastores da igreja.

### Dízimos e ofertas

Imagem de um envelope do dízimo da Igreja Universal.

Entre as práticas mais criticadas da Igreja Universal estão a cobrança do dízimo, que significa "a décima parte", e da oferta. No livro O Bispo, Edir Macedo afirma que "a pessoa que der tudo à igreja receberá tudo de Deus", uma relação que, segundo ele, "é inevitável...é um toma lá, dá cá". Macedo continua afirmando tratar-se de uma questão de lógica, pois se uma pessoa for a um serviço, for explorada e não receber nenhum benefício em contrapartida, nunca mais voltará para ser explorada novamente. A igreja, diz Edir, "cresce porque o povo é beneficiado; caso contrário, a IURD jamais seria o que é hoje".
Durante os cultos, a passagens na Bíblia sobre dízimos e ofertas são constantemente repetidas, principalmente «Trazei todos os dízimos à casa do Tesouro, para que haja mantimento na minha casa; e provai-me nisto, diz o Senhor dos Exércitos, se eu não vos abrir as janelas do céu e não derramar sobre vós bênção sem medida» (Malaquias 3:10). Para a Universal, dízimo não é somente o dinheiro, mas também um sinal da fidelidade, da fé e do amor incondicional do homem para com Deus. Os fiéis acreditam também que, sendo dizimistas, Deus lhes promete, pelo dízimo, repreender o demônio característico da miséria chamado de "espírito devorador".
O bispo Edir Macedo afirma ainda que os dízimos e ofertas são investimentos repassados à IURD e são oferecidos pelas pessoas para ajudar a si próprias e não a IURD. A Universal alega que nunca recebe patrimônio algum oriundo de heranças como ocorre na Igreja Católica. Os recursos provenientes dos dízimos e das ofertas seriam utilizados para pagar as despesas da igreja, entre eles a manutenção dos templos, programas de rádio e televisão, folha de pagamento dos funcionários, aluguéis, ajuda de custo aos pastores e bispos, entre outros gastos.
As movimentações financeiras de valores oriundos dos dízimos e das ofertas são controladas com rigidez para que o saldo se mantenha sempre positivo, evitando que a instituição seja obrigada a bancos ou corte de gastos. Os bispos e pastores de jurisdição nacional administram as contas das igrejas e gerem estes recursos. Os obreiros e pastores fiscalizam as atitudes dos responsáveis e recebem denúncias sobre atitudes suspeitas. Os investimentos de valores menores são decididos pelos próprios bispos locais enquanto que os estratégicos ou de grandes valores são decididos pelo próprio Edir Macedo e pelos bispos da alta hierarquia.
Segundo uma pesquisa realizada em 1994, a Universal arrecada mais do que outras denominações protestantes, especialmente a Assembleia de Deus. Segundo Ricardo Mariano, uma pesquisa apontou que, num determinado mês de 1994, os adeptos da IURD ofertavam mais e em maior proporção do que os da Assembleia: 27% dos fiéis da IURD fizeram doações que ultrapassaram o valor do dízimo contra apenas 14% dos assembleianos; 17% dos seguidores da Universal doaram quantias menores que o dízimo contra 25% da Assembleia; 24% dos primeiros não deram contribuição alguma contra 33% dos últimos; houve empate apenas entre os que doaram um valor equivalente ao dízimo: 24% e 23%, respectivamente. Mariano afirma que eficácia da arrecadação se deve, na maioria das vezes, a agressividade, insistência e incomparável habilidade persuasiva dos pastores da Universal.

## Evangelização e trabalhos sociais

### Projetos sociais
Além do trabalho evangélico, a Igreja Universal realiza obras de cunho social e assistencial nos países onde atua, principalmente no Brasil, na África e Ásia. Entre eles estão o "Grupo Jovem" e a Associação Beneficente Cristã (ABC), uma instituição sem fins lucrativos fundada em 1994 sob o lema "Caridade não tem Religião", responsável pela distribuição de alimentos e atividades de serviço social, saúde e cidadania sustentada sobretudo pela contribuição de membros da IURD. Os "Anjos da Madrugada" são voluntários que ajudam distribuindo cobertores e agasalhos, proveem ajuda espiritual a quem necessita e realizam visitas à Fundação CASA, a comunidades carentes e outros locais carentes.[carece de fontes?] Destaca-se ainda o "Jovem Nota 10", que prepara adolescentes para o mercado de trabalho, o "Gente da Comunidade", com a Escola Bíblica Infantil (E.B.I.), para crianças de até 10 anos, e o "Força Teen Universal" (F.T.U.), para adolescentes de 11 a 14 anos. O projeto "Saiba Dizer Não", de conscientização sobre o uso de drogas, bullying, violência, suicídio, racismo e preconceito. Finalmente, há o "Sule" ("Supletivo Universal Ler e Escrever"), criado em 1998 e destinado à alfabetização de pessoas carentes de todas as idades, e o projeto "Força Jovem Universal" (F.J.U.), voltado para o público jovem provendo educação, cultura e atividades desportivas.
A IURD mantém a Sociedade Pestalozzi de São Paulo desde 1992, uma instituição que cuida de crianças e adolescentes com deficiência intelectual.
Em 2017, o UNP (Universal nos Presídios) projeto pertencente a Universal, anunciou a construção de 1800 igrejas, sendo assim, ao menos uma Universal em cada presídio brasileiro. Em maio do do mesmo ano, a IURD anunciou a construção de pequenas igrejas em hospitais. Além dos cultos, a Universal também desenvolve ações filantrópicas em várias partes do Brasil e do mundo, através de projetos como a Sociedade Pestalozzi em São Paulo, a Fazenda Nova Canaã na Bahia, a Associação Beneficente Cristã, projeto Ler e Escrever, A Gente da Comunidade e o Anjos da Madrugada.

#### Fazenda Nova Canaã

Logotipo do "Projeto Nova Canaã"

A Fazenda Nova Canaã (FNC), também chamada de "Projeto Nordeste", está localizada em Irecê, na Bahia, e é financiada pela IURD em parceria com empresas privadas, empregando mais de 100 pessoas. O projeto consiste em um grupo de fazendas que tem como objetivo diminuir o sofrimento das vítimas da seca no sertão da região nordeste do Brasil através de soluções regionais para as principais causas do subdesenvolvimento da região. A FNC foi uma iniciativa do bispo Marcelo Crivella, que incentivou várias pessoas a arrecadar mantimentos e roupas principalmente entre os fiéis da Universal em 1999 através da Rede Record. Ele próprio doou seus direitos sobre o álbum de estúdio O Mensageiro da Solidariedade, que vendeu mais de 1,4 milhão de cópias, para o projeto, arrecadando mais de 5 milhões de reais.
Irecê foi escolhida pelo seu baixo Índice de Desenvolvimento Humano (IDH), inferior à média nacional e estadual. A FNC controla 450 hectares na região, às margens da rodovia BA-052, e pratica ali uma agricultura moderna, intensiva e mecanizada. A terra é irrigada por um sistema de gotejamento, levando água através de mais de 550 km de mangueiras. Há bombas israelenses que captam as impurezas, distribuem a água e irrigam uma área equivalente a cem campos de futebol. A água, escassa na região, é captada no subsolo através de poços artesianos e armazenada em dois reservatórios com capacidade para sete milhões de litros cada. Além disso, criam-se ali 300 cabeças de gado de corte e leiteiro, grande parte consumida no próprio local.
O Centro Educacional Betel (CEB) é uma escola criada para atender as crianças carentes de Irecê, com cerca de 520 alunos em 2005. As crianças estudam em tempo integral, recebendo três refeições diárias, material escolar, uniformes, cuidados higiênicos e assistência médica gratuita. A FNC fornece ainda tratamento médico para os doentes da cidade baiana, mantendo um mini-hospital e uma drogaria para a população, além de prestar atendimento odontológico e oftalmológico. Uma padaria dentro da FNC fabrica quatro mil pães diários, metade disso consumido internamente e o restante doado para a população.

### Ações sociais no Brasil
Em 2008, a Universal se mobilizou para ajudar os atingidos das enchentes de Santa Catarina através de doações de fiéis em todos os templos do estado, que se transformaram em pontos de entrega de mantimentos não perecíveis, de arrecadação de roupas, produtos de higiene e outras doações. Pastores, obreiros e membros se encarregaram no trabalho voluntário.
Durante as enchentes e deslizamentos de terra no Rio de Janeiro em 2011, a IURD também participou dos trabalhos humanitários. arrecadando mais de 32 toneladas de donativos para as vítimas.
Na tragédia da boate Kiss ocorrida em Santa Maria, em 2013, voluntários do Grupo Jovem ajudaram as vítimas do incêndio. Na ocasião, o jornalista William Bonner entrevistou um representante do grupo da IURD para o Jornal Nacional da Rede Globo, mas as imagens não foram ao ar.
Em janeiro de 2014, as unidades da IURD do Rio de Janeiro e São Paulo organizaram doações para as vítimas das enchentes em Minas Gerais e Espírito Santo. Em São Paulo, foram arrecadadas cerca de 640 toneladas de alimentos e no Rio de Janeiro, 100 toneladas de alimentos.

### Ações sociais no exterior
A IURD mantém trabalhos sociais na África, atuando principalmente na distribuição de alimentos e de preservativos. No Japão, ajudou seus membros após o sismo e tsunami de Tohoku de 2011.[carece de fontes?] Em Portugal, o "Lar Universal", fundado em 2003 em Lisboa, cuida de idosos provendo espaço para atividades físicas e recreação, além de uma equipe de médicos, enfermeiros e terapeutas ocupacionais.
Também em Portugal, a IURD promoveu a "Caminhada da Paz", uma passeata com membros da igreja a fim de promover a "Palavra de Deus". O Grupo Calebe, no Japão, oferece apoio, orientações e palestras para pessoas com mais de sessenta anos.

### Evangelismo eletrônico e mídias sociais
A IURD investe no evangelismo eletrônico através de rádio, televisão, redes sociais e atendimento online de pastores para lutar contra o que ela chama de "todos os males", combatendo doenças, maldições, depressão, insônia, a violência e o medo, "em nome de Jesus". Ela acredita que moradores dos grandes centros urbanos cada vez mais se valem da mídia eletrônica para fazer companhia, para diminuir angústias e aplacar a solidão. Consoante a esta visão, a Universal é a igreja que mais ocupa espaço na televisão brasileira, seja como proprietária de emissoras ou como produtora e difusora de programas de tele-evangelismo. Nestes programas são transmitidos principalmente os testemunhos e promessas de bênçãos, mas também canções de artistas evangélicos contratadas pela Line Records, a gravadora da igreja, além de mensagens dos pastores e do bispo Macedo ("Palavra Amiga"). Segundo um estudo elaborado pelo autor Ricardo Mariano, estes programas cumprem o papel de "desancar" as religiões classificadas como ineficientes pela IURD e que seriam, segundo sua doutrina, "demoníacas e culpadas" pelas enfermidades vividas pelos convertidos antes de sua doutrinação, mostrando aos telespectadores e ouvintes o "poder da igreja de supostamente derrotar os demônios e os males por eles causados, pondo um fim aos problemas espirituais, de saúde, sentimentais, familiar e financeiros que atingem os seres humanos".
Ricardo Mariano defende que, diferentemente de outras igrejas cujos programas priorizam o ensino de suas doutrinas ou a difusão de sermões e pregações teológicas, a Igreja Universal mostra o suposto "poder transformador de Deus na vida das pessoas", exibindo, através de testemunhos, curas, milagres, bênçãos e intervenções divinas de todo tipo. O evangelismo eletrônico cumpre a missão de convidar constantemente os ouvintes a comparecerem aos templos, eventos e campanhas que a igreja promove. Desta forma, segundo Mariano, a IURD almeja atrair os telespectadores e ouvintes para os cultos, onde poderão ser efetivamente convencidos de que precisam ser libertados de poderes demoníacos e que precisam ter um encontro com Deus. O objetivo final é garantir que compreendam que a condição necessária para assegurar a salvação eterna é obedecer a Palavra de Deus permanecendo na igreja.
A instituição também é adepta do evangelismo através de redes sociais. Possui perfis oficiais no Facebook, Instagram, Twitter e YouTube. A página da Igreja Universal no Facebook conta com aproximadamente 3 milhões de seguidores, seu canal no YouTube 1 milhão de inscrições, e seu perfil no Instagram conta com 1 milhão de seguidores.

## Controvérsias
A igreja tem sido frequentemente acusada de atividades ilegais, incluindo lavagem de dinheiro, charlatanismo, e feitiçaria. Um livro do ex-pastor Mario Justino relata um sistema de metas para os pastores, sendo que aqueles que coletam mais dinheiro recebem prêmios, como casas maiores, carros melhores e feriados. A igreja é acusada de extrair dinheiro de seus seguidores e de usá-lo para enriquecer seus líderes ao invés de auxiliar os necessitados. A igreja esteve sob investigação formal na Bélgica, e jornais nos Estados Unidos, no Reino Unido, no Brasil e na Zâmbia relataram problemas relacionados à igreja.

### Prisão do bispo Macedo em 1992

Capa do livro O Bispo, que mostra Edir Macedo preso em 1992

Em 1992, após um culto de domingo na antiga catedral da Universal no bairro de Santo Amaro em São Paulo, várias viaturas da Polícia Civil cercaram o carro de Edir e o levaram ao 91º Distrito Policial no distrito da Vila Leopoldina. Ele foi acusado de charlatanismo, estelionato e curandeirismo.
Em seu livro Nada a Perder, Edir Macedo responsabiliza a Igreja Católica pela sua detenção. Para reforçar a tese de que foi vítima de uma conspiração do Vaticano, ele conta ter visto um "homem de batina" fazendo anotações durante seu depoimento ao juiz que havia decretado sua prisão. O juiz Carlos Henrique Abraão disse a Edir se, após a prisão dele, havia diminuído o número de pessoas frequentando a Universal. Macedo respondeu que não. O segundo pedido de habeas corpus também foi negado.
Em 1992, vários fiéis ficaram em frente ao Palácio 9 de Julho, sede da Assembleia Legislativa do Estado de São Paulo, com frases "Queremos Justiça!". Dias depois eram mais de 3 mil. As pessoas que lá estavam oraram e cantaram. Dentro do prédio, mais de trezentos pastores das mais de 30 outras denominações evangélicas, pediam que Edir Macedo fosse liberto. Foi feito um abaixo-assinado exigindo respeito à Constituição brasileira, que garante liberdade religiosa. O Tribunal de Justiça de São Paulo julgou o terceiro pedido de libertação ao bispo. Em plenário, Thomaz Bastos disse que não havia base para manter a prisão. O advogado recorreu a quatro justificativas para acabar com a prisão provisória: o bispo Macedo tinha bons antecedentes, residência fixa, família e não havia se recusado, em nenhum instante, a dar esclarecimentos sobre as acusações. A discussão durou quinze minutos. Os desembargadores decidiram por 3 votos a zero a libertação do bispo.

### Arrecadação de dinheiro de fiéis
Em 1992, o Ministério Público denunciou o líder da Universal por "delitos de charlatanismo, estelionato e lesão à crendice popular". Macedo ficou detido por onze dias, depois foi solto e livrou-se das acusações. A foto de Macedo na prisão virou capa de sua biografia autorizada O Bispo – A História Revelada de Edir Macedo, lançada em 2007. Todas as acusações contra Edir Macedo, isso desde 1992, foram arquivadas por falta de provas, segundo o advogado Arthur Lavigne. Lavigne questionou uma suposta divergência nos dados da Receita Federal e do Conselho de Controle de Atividades Financeiras (COAF). Houve também denúncias arquivadas no Supremo Tribunal Federal. Para ele, "estas acusações criminosas nem merecem resposta".
Em 1992, a Universal foi excluída da Aliança Evangélica Portuguesa. Em 1997, a Câmara dos Representantes da Bélgica a descreveu como uma "associação criminosa, cujo único objetivo é o enriquecimento... uma forma extrema de mercantilismo da fé". Em Luxemburgo, recaiu sobre a igreja a suspeita de que "está envolvida em lavagem de dinheiro".
A Universal teve algumas controvérsias com o ex-bispo e atual fundador da Igreja Mundial do Poder de Deus, Valdemiro Santiago. A Rede Record e a Folha Universal publicaram uma reportagem denunciando a compra de fazendas na região do Pantanal brasileiro, em que Santiago teria feito com dinheiro dos fiéis da Mundial. Valdemiro criticou os recursos provenientes dos dízimos e ofertas de fiéis que a Universal repassaria à Rede Record. Segundo o jornal Folha de S.Paulo, há uma estimativa que 30% dos frequentadores da Igreja Mundial vieram da Universal. Neste número, conta-se também os pastores que foram atraídos para a Mundial.
Segundo a Receita Federal, a IURD arrecada aproximadamente 1,4 bilhão de reais por ano. Por ser uma instituição sem fins lucrativos, a Igreja Universal tem imunidade fiscal ao recolhimento do Imposto de Renda, portanto os recursos arrecadados pela igreja, como o dízimo, não tributados, deveriam ser usados em obras assistenciais, por isso, a Universal tem sido alvo de investigação. De acordo com a Promotoria, valores obtidos dos fiéis da Universal foram remetidos para empresas no Brasil e depois para companhias com sede nas Ilhas Cayman. Em 2010, o Tribunal de Justiça de São Paulo (TJ-SP), anulou todas as acusações feita pelo Ministério Público contra a Universal e seus representantes, considerando ilegal a investigação conduzida pelos promotores do Grupo de Atuação Especial e Repressão ao Crime Organizado. Porém, o presidente do Superior Tribunal de Justiça (STJ), Ari Pargendler, acolheu a denúncia da Procuradoria Geral de Justiça de São Paulo e restabeleceu um pedido de auxílio direto, encaminhado à Promotoria de Nova York para rastreamento de dados bancários e fiscais da Universal nos Estados Unidos. Os advogados da igreja ingressaram com mandado de segurança, acolhido pela presidência do TJ, que tornou sem efeito o acordo sob argumento de que tal medida deveria ter respaldo e autorização judicial no Brasil, porque envolve quebra de sigilo.
Uma publicação no site do jornal espanhol El País sobre o templo em 2 de agosto de 2014 afirmou que os fiéis da IURD seriam obrigados a doar 10% de seus salários, o Bispo Edir Macedo se apropria de doações de fiéis para enriquecimento pessoal e que Universal praticava o "comércio de bênçãos". Em dezembro de mesmo ano, a justiça espanhola obrigou o jornal El País a publicar uma retratação em favor da Igreja negando todas as acusações feita pelo periódico.

### Desabamento em Osasco
Na madrugada do dia 5 de setembro de 1998, o telhado da Universal desabou em Osasco, na Grande São Paulo, enquanto cerca de 1,5 mil fiéis oravam em vigília. O desabamento deixou 24 pessoas mortas e mais de 467 feridas.
Em março de 1999, com base em laudo do Instituto de Criminalística (IC), que apontou negligência como causa do acidente, a Polícia Civil do Estado de São Paulo indiciou oito pessoas por homicídio culposo. Foram indiciados o dono do imóvel, quatro integrantes da igreja e três engenheiros da prefeitura que liberaram a realização de cultos no local. A defesa pediu a peritos privados um novo laudo, mas o caso foi considerado prescrito em 2009 e não houve punição a nenhum dos denunciados como corresponsáveis pelo desabamento.

### Acusações na África
Em 1998, a IURD foi banida da Zâmbia sob a acusação de "práticas não cristãs". A proibição foi derrubada depois que a igreja apelou ao Supremo Tribunal do país. Em novembro de 2005, a igreja foi novamente banida da Zâmbia sob a acusação de promover os rituais satânicos e as licenças de trabalho para seus pastores foram revogadas. A proibição foi novamente derrubada após recurso à Justiça.
Também em 2005, a IURD foi banida de Madagascar, depois de alguns de seus membros terem sido presos por queimarem uma Bíblia e outros objetos religiosos em público. A igreja foi banida com o argumento de que foi licenciada em 1998 como uma "sociedade estrangeira" e não uma "sociedade de culto". Em anos posteriores, a IURD incentivou a doação de sangue por seus membros; Em uma campanha, 300 doadores foram recrutados, muito mais do que antes do envolvimento da IURD.
Em 2013, em Angola, a Universal se manteve fechada por 70 dias em 230 templos e 500 mil fiéis ficaram proibidos de frequentar a igreja, por conta da morte de treze pessoas na "Vigília do Dia do Fim". A reunião foi feita no Estádio da Cidadela e as autoridades alegam que no momento do acidente o estádio estava com superlotação, estimada em mais de 150 pessoas do ideal, que era de no máximo 30 mil. Houve também a detenção de pastores da Universal na Angola. O motivo do fechamento dos templos foi a alegação que a Universal estava em situação irregular. Em contrapartida, em nota oficial, a Universal afirmou que estava em situação regular e está dando apoio a todas as investigações e às vítimas. No final de março, o governo autorizou as retomadas das atividades na Angola. Somente a Universal pôde operar desde então; todas as outras igrejas evangélicas brasileiras continuavam fechadas. De acordo com o sociólogo Ricardo Mariano da PUC-RS, a Angola é terreno fértil para a Universal, que tem lá a TV Record, jornal, templos e conexões políticas, e por isso deve ter conseguido a reserva de mercado. Em comunicado da Universal à Folha Online: "Com referência à retomada de nossas atividades e às normas de funcionamento impostas pelo governo de Angola, informamos que a Universal respeita as decisões das autoridades de Estado". Em dezembro de 2015, os líderes da Universal em Angola foram absolvidos de todas as acusações pelo Tribunal Provincial de Luanda. O Ministério Público angolano informou que recorrerá da sentença.
Em São Tomé e Príncipe, uma revolta popular provocou a depredação de vários templos da IURD e a morte de um adolescente. A crise envolveu chefes de Estado africanos, mobilizou congressistas brasileiros e pode resultar na expulsão da Universal do país. O imbróglio teve início em 11 de setembro de 2019, quando um pastor são-tomense da Universal foi preso na Costa do Marfim, acusado de ser o autor de mensagens que denunciariam supostos abusos da igreja contra funcionários africanos.

### Rede ilegal de adoções em Portugal
Segundo uma reportagem da emissora portuguesa TVI feita em dezembro de 2017, os netos de Edir Macedo teriam sido ilegalmente adotados em Portugal nos anos 1990 como parte de um esquema ilegal de adoções e tráfico de crianças mantido pela IURD. As crianças teriam sido levadas ao Brasil à revelia de suas mães. Segundo jornais e agências do país, o Ministério Público português abriu inquérito para investigar o caso. A Universal afirma que as adoções foram legais e diz que tomará as medidas legais cabíveis.

### Assassinato de Victoria Climbié
Victoria Climbié era uma criança de oito anos de idade, cuja morte cruel no Reino Unido levou a grandes mudanças nas políticas de proteção à criança. Ela morreu de abuso e negligência enquanto vivia com sua tia-avó, Marie-Thérèse Kouao, e o namorado da tia. Victoria foi vista por dezenas de assistentes sociais, enfermeiros, médicos e policiais antes de morrer, além de um pastor da IURD, mas todos não conseguiram detectar ou interromper o abuso. Kouao e seu namorado foram acusados de crueldade infantil e assassinato. Durante as entrevistas policiais, ambos alegaram que Victoria era possuída por espíritos malignos. Ambos foram condenados por homicídio e sentenciados a prisão perpétua. O assassinato de Victoria levou a um inquérito público que investigou o papel dos serviços sociais, do Serviço Nacional de Saúde, da IURD e da polícia na morte da menina.
Em fevereiro de 2000, o pastor Álvaro Lima viu a menina e expressou a opinião de que ela estava possuída por um espírito maligno, dizendo em uma declaração escrita ao inquérito que Victoria lhe havia dito "que Satanás controlou sua vida, que Satanás havia dito a ela que queimará seu corpo". Ele aconselhou Kouao a trazer Victoria de volta à igreja uma semana depois, dizendo que mais tarde passou a suspeitar que ela estava sendo abusada. No entanto, ao invés de notificar as autoridades, ele orou por ela com um assistente. Ele a viu novamente vários dias depois com sua mãe e aconselhou Kouao a levar a garota ao hospital, onde ela morreu por conta dos abusos que sofreu. A IURD planejava "expulsar o diabo" da garota no dia da sua morte.

### Assassinato de Lucas Terra
Em 21 de março de 2001, Lucas Terra, com 14 anos de idade, sofreu agressões sexuais e queimado vivo supostamente pelo pastor Silvio Roberto Galiza, um bispo, um obreiro e um segurança da sede da Universal em Salvador. Lucas teria sido morto por ter flagrado dois dos pastores fazendo sexo dentro do templo. Até o momento, apenas o pastor Galiza foi condenado pela Justiça. Após ser condenada nesse caso por danos morais, a Igreja Universal pagou dois milhões de reais à família de Lucas Terra.
O pastor Galiza foi condenado a 18 anos de prisão, reduzidos a 15 anos, em regime aberto. Os demais envolvidos não foram a júri popular por falta de provas. A decisão foi tomada em novembro de 2013, pela juíza Gelza Almeida.

### Intolerância religiosa

Fotografia de um televisor exibindo o momento em que o bispo Sérgio Von Helder chuta a estátua de Nossa Senhora Aparecida.

A Universal apresenta um grande contraste com a Igreja Católica, tendo discordâncias nas doutrinas e seu fundador Edir Macedo já havendo declarado que "a Igreja Católica é uma desgraça para o Terceiro Mundo" e que o Papa é "exclusivamente um político". Esse enfrentamento se manifestou de diversas formas, até mesmo em disputas eleitorais. Em 12 de outubro de 1995, data em que os católicos celebram Nossa Senhora Aparecida, o então bispo da Igreja Universal, Sérgio Von Helder, chutou e deu socos em uma imagem da santa, durante os programas Despertar da Fé e Palavra da Vida, da Rede Record. Edir Macedo disse que a atitude do chute na imagem foi um erro, o maior erro da instituição. Esse episódio foi interpretado como ultraje à Igreja Católica e a outras religiões.
A Universal teve algumas polêmicas com outros grupos religiosos, em especial as religiões da cultura afro-brasileira como o candomblé e a umbanda. Edir Macedo e outros pastores da Universal já foram acusados de intolerância. Em 2005, a Justiça brasileira determinou a retirada de circulação de todos os exemplares do livro Orixás, Caboclos e Guias: Deuses ou Demônios?, de autoria de Macedo, por conta, segundo a juíza Nair Cristina de Castro, de seu teor preconceituoso, mas um ano depois, o Tribunal Regional Federal da 1ª Região, em Brasília, liberou a venda com a justificativa de que a proibição contraria o princípio da liberdade de expressão, garantido pela Constituição Federal brasileira. No livro Orixás, Caboclos e Guias: Deuses ou Demônios?, Edir Macedo afirma que todos os males, doenças, misérias, entre outros são causados por supostos "demônios" que as religiões afro-brasileiras cultuam. A Universal afirma que a umbanda, quimbanda, candomblé e o espiritismo geralmente são os principais meios de atuação dos demônios, principalmente no Brasil. Ricardo Mariano, no livro Neopentecostalismo: os Pentecostais estão Mudando, publicado em 1995, diz que a doutrina contrária à crenças pagãs tornou-se um dos principais pilares da denominação evangélica. Os centros são uma "morada de demônios"; seus deuses são classificados como "espíritos malignos", seus cultos são "rituais do demônio"; seus líderes religiosos "serviçais do diabo"; seus fiéis e clientes "pessoas ignorantes que caíram na armadilha de Satanás". A igreja faz o processo de libertação dos seus fiéis, o chamado "descarrego", só para assim, alcançarem os milagres.

### Controvérsias com a imprensa
A Igreja Universal, juntamente com a Rede Record e a Folha Universal, principais meios de comunicação ligados à instituição, já tiveram inúmeros conflitos editorias com vários outros meios no Brasil, entre eles o portal UOL, a revista Veja, o jornal Folha de S.Paulo e em especial a Rede Globo. Edir Macedo afirmou ao site da ISTOÉ que a emissora carioca é uma das maiores inimigas da Universal.
A primeira reportagem televisiva contrária à Universal foi transmitia na extinta TV Manchete no programa Documento Especial, que os tachou de fanáticos e comandantes de uma igreja cheia de miseráveis.
O fruto da controvérsia com a Globo foi durante a prisão de Edir em 1992. Segundo Macedo, a emissora agiu "de modo perverso, que foi maltratado quando estava na cadeia e outros episódios que envolveram a Igreja Universal". Ele acredita que foi "execrado sem chance de defesa". Durante o lançamento do canal Record News, Edir referiu-se à Rede Globo como detentora do monopólio da comunicação no Brasil. "Por anos foi injustiçada por um grupo que tinha e mantém o monopólio da informação no Brasil", diz Macedo.
Em 1995, a Rede Globo apresentou uma reportagem na qual Edir Macedo ensinava pastores a convencer fiéis a doar dinheiro para a Igreja Universal. Um vídeo foi veiculado pelo site YouTube, no qual Edir Macedo afirma que os pastores têm de ser firmes ao pedir doações: "Tem de ser assim: você vai ajudar na obra de Deus? Se não quiser ajudar, Deus arrumará outra pessoa para ajudar. Entendeu como é que é? Se quiser [dar dinheiro], amém, se [o fiel] não quiser, ou dá ou desce. O bispo apresentou pedido para que o vídeo fosse retirado do ar, mas teve a solicitação negada pela Justiça. Depois do ocorrido, Macedo explicou que "ou dá ou desce" quer dizer que ou a pessoa é fiel em "dar" seus dízimos e ofertas, ou ela "desce" (não é abençoada).
Em agosto de 2009, houve um extenso conflito entre a Record e a Rede Globo, com sete dias seguidos de acusações e denúncias em seus principais telejornais diários e semanais. O Jornal da Record e o Jornal Nacional levaram ao ar reportagens ao mesmo tempo. A Record chegou a reservar mais de 20 minutos para atacar a sua concorrente e mostrou um programa especial de aproximadamente uma hora de duração no Domingo Espetacular, que incluía um depoimento de Edir Macedo sobre as acusações. Nele, a Record ligou as Organizações Globo com a ditadura militar brasileira e afirmou que um promotor responsável pelas investigações da igreja já havia sido suspeito de beneficiar a emissora carioca. Segundo uma reportagem do Jornal Nacional, um relatório da polícia afirmou que o dinheiro das doações dos fiéis seria injetado na emissora, sendo maquiado pela compra de espaço publicitário com um preço acima do mercado. Ainda em 2009, a IURD, no programa Fala que Eu Te Escuto, mostrou imagens de templos em várias capitais do Brasil, lotados para a vigília nomeada de "Protesto Contra a Rede Globo". Em links transmitidos ao vivo no programa, mostrou testemunhos de pessoas que diziam nunca mais sintonizar a Globo. "Nem a novela das 8, que eu tanto gosto, vou assistir mais", diz uma das fiéis.

### Uso da igreja e da RecordTV para interferência política
Oficialmente, a Universal nega misturar política e religião, mas ao reportar sobre o aumento de políticos eleitos em 2020 ligados a mesma, o Congresso em Foco entrevistou especialistas que apontaram a influência política que a igreja tem no Brasil. Lívia Reis, pesquisadora do Instituto de Estudos da Religião (Iser) e da Universidade Federal do Rio de Janeiro (UFRJ), disse que a IURD usa a instituição para fins políticos: 
A Universal inaugurou este tipo de política, lá na década de 1980, já na redemocratização (...) Eles [os candidatos] utilizam tanto a estrutura institucional quanto a estrutura partidária do Republicanos (...) Esta estratégia de candidaturas da Universal passa necessariamente pelo Republicanos.— Lívia Reis
 A cientista política Flávia Babireski, pesquisadora do Laboratório de Partidos e Sistemas Partidários da Universidade Federal do Paraná (LAPeS/UFPR), disse que "A Universal é muito centralizada, uma instituição só no Brasil inteiro – então tem uma estrutura hierárquica muito coordenada, muito bem pensada (...) Então fazer essa coordenação política paralela é muito fácil. Saber quem é o candidato oficial da Igreja, a Universal sabe."
Também em 2020, quando Marcelo Crivella era prefeito, a IURD foi acusada de interferir na eleição de conselheiros da Comissão de Ética dos Conselhos Tutelares do Município do Rio. Segundo denúncia apresentada ao Ministério Público do Estado do Rio de Janeiro, a votação teria sido fraudada para ampliar o domínio da Igreja Universal no órgão. A eleição se deu em janeiro de 2020, e resultou na escolha de cinco conselheiros, todos evangélicos. Logo após a eleição, a Prefeitura do Rio criou a função de "Coordenadoria de Apoio aos Conselhos Tutelares", e nomeou para ocupar o cargo ex-conselheiro e membro da IURD, que foi posteriormente afastado da função por suspeita de corrupção. Conselheiros ouvidos pelo G1 acusaram a Prefeitura de transformar os Conselhos Tutelares em "currais eleitorais". Em nota, a Prefeitura do Rio afirmou que a eleição dos conselhos é organizada pelos próprios conselheiros, sem sua interferência.